# REAL AKIBA BOYZ
REAL AKIBA BOYZ（リアルアキバボーイズ）は、日本のアニソンダンスパフォーマー、ヲタクダンサーチーム。略称はRAB(アールエービー)。所属事務所はMETEORA st.。

## 概要
2007年創設者であるCHAKAがレぺゼンとして表明していた「R.A.B」(REAL A-BOY)にけいたんが共感。ブレイクダンサーなのにオタクということで意気投合し、同じくオタクのブレイクダンサーが集まりCHAKA、けいたん、DRAGON、涼宮あつき、マロンの5人でRABを結成。
2008年にムラトミが加入後、2011年よりチャカを除く5人で芸能活動も開始し、2012年TV番組への出演をきっかけにメジャーデビュー。2019年のネス、とぅーし、ゾマやかじゃない!、2022年龍の加入を経て現在に至る。
オタク文化の聖地・秋葉原をレぺゼンとして掲げ、ニコニコ動画・YouTube・TikTokへの動画投稿のほか、ライブ・イベントへの出演・開催、ダンススタジオの運営など活動。
ファンの総称は保護者。

## メンバー
公式プロフィールを元に記載。表基準は公式Xより。
※身長はYoutubeチャンネル、雑誌コンプティークより。
| 名前              | 生年月日               | 身長  | ダンスジャンル           | メンバーカラー | 推し                                                                                         | 備考                           |
| ----------------- | ---------------------- | ----- | ------------------------ | -------------- | -------------------------------------------------------------------------------------------- | ------------------------------ |
| 涼宮あつき        | 1987年11月23日（37歳） | 168cm | ブレイク                 | 赤             | 涼宮ハルヒ（涼宮ハルヒの憂鬱）、平野綾（声優）、内田真礼（声優）                             | 結成当初からのメンバー         |
| DRAGON            | 1983年11月17日（41歳） | 168cm | ブレイク                 | 青             | 中原麻衣（声優）、ブリジット（GUILTY GEAR）                                                  | 結成当初からのメンバー         |
| けいたん          | 1984年3月29日（41歳）  | 166cm | ブレイク                 | 黒 紫          | 東條希（ラブライブ!）                                                                        | 結成当初からのメンバー         |
| マロン            | 1984年4月6日（41歳）   | 169cm | ブレイク                 | 緑             | ホシノ・ルリ（機動戦艦ナデシコ）                                                             | 結成当初からのメンバー         |
| ムラトミ          | 1983年11月12日（41歳） | 166cm | ブレイク                 | 黄             | ルイズ・フランソワーズ・ル・ブラン・ド・ラ・ヴァリエール（ゼロの使い魔）                     | 2008年加入                     |
| ネス              | 1996年1月30日（29歳）  | 174cm | タット                   | 白             | 白上フブキ（VTuber）                                                                         | 2019年加入                     |
| とぅーし          | 1995年9月17日（29歳）  | 170cm | タット、ポップ、ブレイク | 水色           | めぐみん（この素晴らしい世界に祝福を!）、高橋李依(声優)                                      | 2019年加入                     |
| ゾマやかじゃない! | 1992年1月12日（33歳）  | 155cm | ブレイク                 | オレンジ       | 涼風青葉（NEW GAME!）                                                                        | 2019年加入                     |
| 龍                | 2006年10月12日（18歳） | 171cm | ヒップホップ             | 朽葉           | 水瀬いのり（声優）、DIALOGUE+（声優ユニット）                                                | 2022年加入                     |
| CHAKA             | 1984年10月25日（40歳） |       | ブレイク                 | ピンク         | リュウ（ストリートファイター）、沢城みゆき（声優）、こおろぎさとみ（声優）、中村悠一（声優） | R.A.B創設者 芸能活動には不参加 |

涼宮あつき（すずみや あつき、1987年〈昭和62年〉11月23日 - ）（37歳）
ダンススタイルはブレイク。メンバーカラーは    赤。
- 本名、谷 厚樹（たに あつき）。
- 身長168cm。体重56kg。血液型O型。
- 静岡県浜松市生まれ。兄はDJ Psyder。
- WASEDA BREAKERS、臼井企画所属。
- 浜松市親善大使「浜松市やらまいか大使」（令和6年度委嘱）
- アフロがトレードマーク。アフロにしたきっかけは、好きなキャラクターが「アフロ田中」や「宇宙兄弟」のようにアフロだったから。
- 推しは涼宮ハルヒ。ダンサーネームは涼宮ハルヒにリスペクトの意味を込めて涼宮と本名のあつきを合わせた。
- 小学校では漫画クラブ→体操クラブ。中学校ではソフトテニス部。
- 元ブリリアンの杉浦大毅は、小学校・中学校の同級生。
- 4年間ニート生活を送っていたが、アニメ「あの日見た花の名前を僕達はまだ知らない。」の中でニートから社会復帰するじんたんに自分を重ね、社会復帰を決意した。
- A-POPダンスバトル「あきばっか～の」の主催者。
- 2021年1月1日、YouTubeにて入籍を発表。
- 2024年6月4日、同年1月に第1子が誕生していたことをXにて報告。
- Battle of the Year（廻転忍者）
  - 2008JAPAN、優勝（ブレイクダンス日本一）
  - 2009JAPAN、BEST4

- 2009年、Hook up BREAK SOLO BATTLE優勝
- 2010年、NBL National championships（アメリカ） ベスト4
- 2010年、MATCH one's SKILL（韓国）ゲストバトラー
- UK B-Boy Championships
  - 2010年、関東予選 準優勝
  - 2012年、関東予選 準優勝
  - 2014年、関東予選 優勝

- 2011年、B-BOY中毒 vol.4優勝
- 2011年、TRUNP vol.2優勝
- 2012年、Good Vibez（アメリカ）ゲストバトラー&ジャッジ
- 2012年、BATTLE CRY（ドイツ）ベスト4
- 2012年、BACK2CROWD vol.4優勝
- 2013年、JUSTE DEBOUT　Experimental部門（フランス）日本代表
- 2013年、Station vs Station 優勝
- 2013年、DANCE@LIVE 2013 FREESTYLE 関東 vol.4 BEST4
- 2022年、プロダンスリーグ「D.LEAGUE」21-22SEASON ROUND.8にKOSÉ 8ROCKSのSP DANCERとして出場

DRAGON（どらごん、1983年〈昭和58年〉11月17日 - ）（41歳）
ダンススタイルはブレイク。メンバーカラーは    青。
- 本名、山口 隆一（やまぐち りゅういち）。
- 身長168cm。体重63kg。血液型O型。
- 山梨県甲府市生まれ。弟が2人おり、1人はFOUND NATIONのDOVERMAN。
- ZULU KINGZ、KEEP IT REAL、FOUND NATION所属。FOUND NATIONは地元が同じだったDOVERMAN、WING ZEROと共に結成し、リーダーを務めている。
- 株式会社FNMD 代表取締役。
- 赤い帽子と筋肉がトレードマーク。
- 推しは声優の中原麻衣。ファンクラブの会員番号は213番。
- 趣味は筋トレ、スニーカー集め。特技は可愛い女の子のイラストを描くこと、物まね。
- 2025年7月2日、既に結婚しており、2人の子供がいることをXにて公表。
- 1998年、TV「RAVE2001」の影響でダンスを始める。
- 2008年、FREESTYLE SESSION アメリカ 準優勝
- UK B-Boy Championships（FOUND NATION)
  - 2008年、日本予選優勝、世界大会3位
  - 2010年、日本予選優勝
  - 2011年、日本予選優勝、世界大会3位
  - 2012年、日本予選優勝、世界大会3位
  - 2016年、日本予選優勝、世界大会3位

- 2012年、FREESTYLE SESSION JAPAN 2012 10th ANNIVERSARY　BREAKIN’ CREW BATTLE 、優勝
- 2013年、FLUIDO JAM 8にてFOUND NATIONとして優勝し世界一となる。
- 2015年、Red Bull BC One Tokyo Cypher、優勝
- 2015年、Red Bull BC One Japan Cypher、BEST8
- Battle of the Year （FOUND NATION）
  - 2013JAPAN、BEST4
  - 2014JAPAN、準優勝
  - 2015JAPAN、BEST4
  - 2016JAPAN、準優勝
  - 2017JAPAN、準優勝
  - 2018JAPAN、優勝
  - 2018FINAL、準優勝
  - 2022JAPAN、BEST6
  - 2023JAPAN、優勝
  - 2023FINAL、BEST SHOW&BATTLE BEST4

けいたん（1984年〈昭和59年〉3月29日 - ）（41歳）
ダンススタイルはブレイク。メンバーカラー    黒または    紫。
- 本名、榊原 敬太（さかきばら けいた）。
- 身長166cm。体重64kg。血液型A型。
- 愛知県生まれ、埼玉県育ち。獨協大学卒業。妹がいる。
- PCF、FOUND NATION、安田CREW所属。
- 株式会社リアルアキバ代表取締役 兼 CEO。他にも多数の取締役を兼任。
- ロングヘアと髭がトレードマーク。
- 推しは東條希（ラブライブ！）。
- 学生時代は15年間サッカーに打ち込む。
- 自動車教習所の合宿中、一緒に教習を受けていた人のストマック（ブレイクダンスの技）に魅了され、ブレイクダンスを始める。
- 会社を興す前は、ダンス雑誌「DANCE STYLE」のライター、フリーの編集者、DJ、カフェの運営などもしていた。
- 大学を1年休学し、ストリートでダンスパフォーマンスをしてお金を稼ぎながらアメリカへ旅をしたことがある。
- ニコニコ動画で踊り手をしていた。
- ポーカー好きが転じ、ポーカーエンタメ企業・株式会社EGPを設立。
- 2008年、UK B-Boy Championships 日本予選優勝。（FOUND NATION)

マロン（1984年〈昭和59年〉4月6日 - ）（41歳）
ダンススタイルはブレイク。メンバーカラーは    緑。
- 本名、栗原 和也（くりばら かずや）。
- 身長169cm。体重68kg。血液型A型。
- 埼玉県生まれ。兄がいる。
- マッシュルームヘアと眼鏡がトレードマーク。
- 推しはホシノ・ルリ（機動戦艦ナデシコ）。
- めちゃ×2イケてるッ!のゴリvs岡村のダンスバトルに衝撃を受け、大学からダンスを始める。
- 大学卒業後、東京アニメーター学院に通う。同期に赤坂アカがいる。その後、漫画家としても活動している。
- アニメ化してほしいマンガランキング2024『ＲＡＢ(リアルアキバボーイズ)の日常描いてみた』3位入賞
- 特技はヌンチャクで、ブルース・リーが好き。
- Station VS Station Vol.3 優勝
- 橋本バトル　ソロバトル　vol.1 優勝
- B-BOY 中毒
  - Vol.1 ソロバトル　準優勝
  - Vol.2 3on3 優勝

- Battle JIVE フリースタイルソロバトル 準優勝
- BUZZ　STYLE　Vol.2 関東代表
- UK B-Boy Championships
  - 2008年、関東予選優勝
  - 2009年、関東予選優勝

ムラトミ（1983年〈昭和58年〉11月12日 - ）（41歳）
ダンススタイルはブレイク。メンバーカラーは    黄。
- 本名、村冨 将志（むらとみ まさし）。
- 身長166cm。体重68kg。血液型A型。
- 愛知県岡崎市（旧・額田郡）生まれ。美大中退。弟がいる。
- Head spin masters所属。
- 特にヘッドスピンが得意。またスロースピンから停止する技のスキルはハイレベル。
- 推しはルイズ（ゼロの使い魔）。
- 趣味はパチンコ、競馬、料理。
- 中学校では科学技術部→剣道部。
- 高校時代、前の席の男の子に誘われダンスを始める。岡崎駅で毎日のように練習していた。
- 2004年、B1最強タッグ2004愛知予選 優勝
- 2008年、ザザ前vol1 岡崎にて優勝
- 2014年、あきばっか～のvol.4 優勝（765プロ担当プロデューサーズ（ムラトミ、ザカルト））
- 2024年、JAPAN DANCE DELIGHT VOL.25 全国大会出場（Head spin masters）

ネス（1996年〈平成8年〉1月30日 - ）（29歳）
ダンススタイルはタット。メンバーカラーは    白色。
- 本名、横山 たくや（よこやま たくや）※漢字は不明。
- 身長174cm。体重65kg。血液型B型。
- 石川県石川郡野々市生まれ。介護福祉士資格保有。7つ下の妹がいる。
- DJとしても活動している。
- 推しはVTuberの白上フブキ、輝夜月。自身のメンバーカラーは推しのイメージカラーが白であることが由来。
- 趣味は料理。人に料理を振る舞うのが好きで、家にメンバーを呼び料理を振る舞うこともある。
- 元ラーメンズの小林賢太郎が好き。
- 学生時代はバスケットボールに打ち込み、中学・高校時代に全国大会を経験。
- ダンサーネームは高校時代に先輩からつけられたあだ名に由来する。顔立ちが外国人っぽいことから、EXILEのネスミスにちなんで「ネス」と呼ばれるようになった。また、ゲーム『Mother2』のキャラクター・ネスが好きだったこともあり、この名前が気に入り、現在も使用している。
- 座右の銘は「ねこがねこであるようにいぬがいぬであるように全身全霊ぼくでありたい」。
- 2017年、あきばっか〜のvol.12 優勝（最後の光と幻影物語祭り（ネス、異端児））
- 2018年、アキバ×ストリート5　ソロ優勝
- 2019年、アキバ×ストリート6FINAL　ソロ優勝
- 2019年、あきばっか～のvol.19 準優勝（AXISS（ネス、とぅーし））

とぅーし（1995年〈平成7年〉9月17日 - ）（29歳）
ダンススタイルはタット、ポップ、ブレイク。メンバーカラーは    水色。
- 本名、東 太志朗（あずま たいしろう）。
- 身長170cm。体重65kg。血液型O型。
- 沖縄県沖縄市生まれ。沖縄県立芸術大学 彫刻専攻卒業。
- 特にフィンガータットが得意である。
- メンバーカラーの由来は好きな色であったことと、沖縄の海と空のイメージから。
- 推しはめぐみん（この素晴らしい世界に祝福を！）、声優の高橋李依。NARUTO-ナルト-、BLEACH、カービィも好き。
- ウイスキーが好きで、コレクションが150本以上ある。
- 中学校ではハンドボール部。高校ではダンス部、放送部、美術部の3つを兼部。高校の時にテレビでブレイクダンスを観て、ダンスを始めた。
- ダンサーネームは学生時代に友達につけられたニックネームであり、本名の太志朗に由来する。
- ハイサイ探偵団のマサックスと沖縄在住時代から仲が良く一緒にあきばっか〜のに出場したこともある。上京当初はマサックスの家で同居もしていた。
- 座右の銘は「力 is Power」。
- 2019年、あきばっか～のvol.19 準優勝（AXISS（ネス、とぅーし））
- 2022年、Geometric Madness Asia 準優勝
- 2023年、ARMS vol.4 JAPAN FINAL fullbodytutting & armstyles solo battle 優勝

ゾマやかじゃない!（1992年〈平成4年〉1月12日 - ）（33歳）
ダンススタイルはブレイク。メンバーカラーは    オレンジ色。
- 本名、高橋 祐介（たかはし ゆうすけ）。
- 身長155cm。体重51kg。血液型A型。
- 秋田県横手市生まれ。秋田県立平成高等学校卒業。東北文化学園専門学校 こども未来科卒業。。1つ上の姉がいる
- 元保育士。RABに入った当初も保育士と掛け持ちをしていた。
- 推しは涼風青葉（NEW GAME！）、星宮いちご（アイカツ!）、ゲンガー（ポケットモンスター）。
- ダンサーネームは、ドラゴンクエストの「ゾーマ」と、アイカツ！のキャラクター霧矢あおいの口癖「穏やかじゃない〜」を組み合わせて作った。
- 座右の銘は「継続は力なり」「自分の信じる自分を信じろ」。
- 2016年、あきばっか〜のvol.11優勝（児物語（超妖怪弾頭ネオたん、ゾマやかじゃない!））
- 2017年、アキバ×ストリート4　ソロ優勝
- 2018年、アキバ×ストリート5　CREW準優勝（東向島bboyz)
- 2019年、アキバ×ストリート6　CREW優勝（戦闘民族）

龍（りゅう、2006年〈平成18年〉10月12日 - ）（18歳）
ダンススタイルはHIP HOP。メンバーカラーは    朽葉色。
- 本名、松本 龍之介（まつもと りゅうのすけ）。
- 身長171cm。体重65kg。
- 千葉県船橋市生まれ。千葉県立幕張総合高校卒業。葉月という妹がいる。
- 3歳の頃、ディズニーのショーダンスを見て踊っているところを母が見て、ダンス教室に通わせ始めたのがきっかけ。3歳でジャズダンス、ロック、ハウス、バレエなどを始め、6歳でストリートダンスに出会う。
- 6歳から「EcRaip」として踊り手をしていた。
- 2020年まではスターダストプロモーション新人部に所属し、ダンス＆ボーカルユニット「EDAMAME BEANS」の一員として活動していた。
- A-POP CREW「サンセットレーベンズ」、HIPHOPチーム「DESCARADOS」リーダーとしても活動（「龍と勇太」の勇太はDESCARADOSのチームメイトでもある）。また、「REAL AKIBA JUNIORZ」としても活動している。
- 推しは声優の水瀬いのり、DIALOGUE＋、Liella!。二次元の推しはレム。
- 座右の銘は「人生一度きり、好きなものに全力で。」「人間は面白く、生き様はカッコよく、ダンスは楽しく!!」。
- 2017年、ALL JAPAN SUPER KIDS SOLO BATTLE 2017 関東 U-12 優勝
- 2017年、Soulm8 SOLO DANCE BATTLE 2017 FINAL U-12 優勝
- 2019年、COLOSSEUM CLOUD vol.3 1on1 freestylebattle 優勝
- 2019年、Funky Fresh Factory 2019 ソロバトル U-12部門 優勝
- 2020年、あきばっか〜の vol.22七周年SP 優勝（龍と勇太）
- 2020年、ACE SPEC 5th anniversary 4on4 優勝
- 2020年、裏獄バト vol.2  ビート強め&カッコいい曲side 優勝
- 2021年、裏獄バト vol.4  アニソンside 優勝
- 2022年、マイナビDANCE ALIVE 2023 CHARISMAX Ⅰ  HIPHOP部門 優勝
- 2022年、VR&Battle vol.2 Vtuber HipHop楽曲限定ソロ優勝
- 2022年、ボカマッチョ 優勝
- 2023年、D.O.D vol.155 優勝
- 2023年、D.O.D vol.159 優勝 (soma)
- 2023年、Battle! SMOKE ROUND2 優勝
- 2023年、Red Bull Dance Your Style Japan Final 2023 優勝
- 2023年、FREESTYLE SPACE Road to 天下布舞 vol.1 優勝
- 2023年、THE GOLD SP GRAND CHAMPIONSHIP ソロ 優勝、2on2 優勝、CREW 優勝
- 2023年、A-BOY BEBOP vol.80 優勝（ラブライブside）
- 2024年、バトクラエキシビジョン 優勝
- 2024年、VR&Battle vol.6 Vtuber×HIPHOP・RAP関連楽曲 ソロ優勝
- 2024年、あきばっか〜の vol.31〜11周年SP〜 優勝（龍と勇太）
- 2024年、FREESTYLE SPACE 天下布舞 23-24 優勝（Xll After Choral (勇太、YOH、TSUKKI、龍)）
- 2024年、THE VICTOR vol.1 優勝
- 2024年、WDC2024 HIGHSCHOOL side 優勝
- 2025年、あきばっか～の vol.32優勝（龍と勇太）

### 芸能活動には参加していないメンバー
CHAKA（ちゃか、1984年〈平成59年〉10月25日 - ）（40歳）
ダンススタイルはブレイク。メンバーカラーは    ピンク色。
- 安田CREW、REAL CRIME所属。
- RABの創始者である。
- とても速いフットワーク、突然ピタッ！と止まるフリーズが得意。
- 相当のゲーマーでシューティング(主に東方)や格闘ゲーム(主にストリートファイター)の腕前はかなりのものらしく、ゲーマー仲間のムラトミは「手も足も出ない」との事。
- 社会人として働いており、RABの芸能活動参加および事務所への所属はしていない。
- RAB発表会（2015年5月30日）、RAB 10周年 無料ワンマンライブ2017（2017年10月22日）、リアルアキバボーイズ日本武道館(2024年10月4日)、REAL AKIBA BOYZ ONEMAN LIVE 2025 LIVE”ROOTS” 3（2025年1月10日）のみ一部出演

## 来歴

### 2006年
2006年頃にRABの創設者であるCHAKAが「R.A.B」と名乗り、ブレイクダンスのバトルに参加をしていた。

### 2007年
関東でそれぞれ自主的に活動していたB-BOYたちがオタク同士で寄り集まり、秋葉原にてオフ会を開催した。これがきっかけでCHAKA、K-TAN（けいたん）、DRAGON、ATSUKI（涼宮あつき）、マロンの5人でチームとしてR.A.Bを結成した。その後、ブレイクダンスのイベントで「ハレ晴レユカイ」などのアニメソングを音源に使ったショーケースを披露。それらの動画を10月15日、ニコニコ動画に投稿した。

### 2008年
5月頃、DRAGONの紹介でMURAトミー☆（ムラトミ）が加入し、6人で活動するようになる。
次々にアニソンショーケースの動画を投稿していったのが運営の耳に入り「ニコニコ大会議2008冬」に出演するものの、ブレイクダンス界の大御所に「お前達のやってることはhip-hopの文化にそぐわない」と批判され、活動を自粛するようになる。

### 2011年
5月に日本テレビ「スター☆ドラフト会議」にRABが出演（CHAKAを除く）。チェックシャツをジーンズにインした秋葉系のファッションを身に纏い、ブレイクダンスを踊った。同番組内で劇団ひとりをプロデューサーにCDデビューを目指す企画が発足。

### 2012年
1月18日、ボーカルに声優の福原香織を迎え、「福原香織とRAB」としてメジャーデビュー。

### 2014年
12月1日に「福原香織とRAB」を「FUNCTION6ch」に改名。

### 2016年
1月に東京・池袋で行った「RAB新年会2016」内の「第一回保護者説明会」にてアニメ化になる目標を発表。2020年に日本武道館でワンマンライブを開催する目標を立てる。ファンの総称を「保護者」にすることが決定。またSonyMusicグループの「ultraCeep」への所属が発表。

### 2017年
1月15日に東京・池袋で行った「RAB新年会2017」にて結成10周年記念入場無料ワンマンライブを10月22日に東京・中野サンプラザにて開催することを発表。その資金350万円をクラウドファンディングサービス「CAMPFIRE」で募ることも同時に告知。2月1日18時の開始からわずか18時間で目標額の350万円を達成。4月7日23時59分の募集終了までに目標金額289%、1,014万2,000円の資金を集めた。
8月にはYouTubeのチャンネル登録者数が10万人を突破する。

### 2018年
4月にYoutuberとして株式会社BitStar「E-DGE」への所属が発表（2020年4月に社名を「E-DGE」から「BitStar」へ変更）。
5月に「RAB（リアルアキバボーイズ）×二人目のジャイアン」として映画「ハッピーメール」の主題歌を担当。
11月には主催しているアニソンダンスバトル全国大会「アキバ×ストリート」が瞬間芸術の領域として、【文部科学大臣賞】を受賞。

### 2019年
7月25日、LINE LIVEにて新メンバーオーディションを発表。
8月22日、LINE LIVEにて新メンバーオーディション 選抜枠として、ネスの新規加入を発表。
10月14日、埼玉県・さいたまスーパーアリーナけやき広場で行われた「RAB新メンバーオーディション」にて、とぅーし・ゾマやかじゃない!の加入が決定。
12月14日に「RAB新メンバー参入記念 ワンマンライブ＆ショウ 「Say Hello」」にて 、新メンバーのネス・とぅーし・ゾマやかじゃない!の3人を加えたフルメンバー8人で初のステージを行う。公式サイトを全面リニューアル。

### 2020年
4月2日、メンバーのムラトミが体調不良のため、活動を休止を発表。
6月25日、活動休止中だったムラトミの活動再開を発表。
7月25日、YouTubeチャンネルのメンバーシップを開始。
8月23日にメンバーのDRAGONに新型コロナウイルス感染症と思わしき症状が確認されたため、メンバー全員にPCR検査を実施したところ、自覚症状があったDRAGON及び症状の無かったマロン、ネスの3名に陽性反応を確認。その他のメンバーは陰性だったものの保健所からの指導によりしばらく動画投稿を休止することとなった。

### 2021年
1月1日、メンバーの涼宮あつきが一般女性との入籍を発表。
4月17日、アブストリームクリエイションが経営するダンススタジオ「JOINT DANCE STUDIO」の名称を、2021年5月1日より「リアルアキバボーイズダンススタジオ」へ変更することを発表。
10月16日、YouTubeチャンネル生放送「事務所移籍について【保護者説明会】」にて、けいたんが代表・運営をするMETEORA st.への事務所移籍を発表。

### 2022年
9月26日、YouTubeのチャンネル登録者数50万人突破。
10月10日、REAL AKIBA BOYZへ改名。竹芝ニューピアホールで開催された「REAL AKIBA BOYZ 15th Anniversary Year Kickoff Celebration “ANGEL NUMBER 15”」内で新メンバー龍の加入と、REAL AKIBA BOYZがプロデュースする新ユニットメンバーを20歳以下という条件で募集するオーディションの開催を発表。

### 2023年
5月28日、REAL AKIBA BOYZがプロデュースする新ユニットメンバーのメンバーが決定。 ユニット名を「REAL AKIBA JUNIORZ(リアルアキバジュニオールズ)」とし、8月から活動開始。

### 2024年
4月21日、「THE REAL AKIBA BOYZ ONEMAN LIVE TOUR 2024『Over The Future』Tokyo Dome City Hall公演」内で、10月4日に念願の夢であった日本武道館でのワンマンライブ開催を発表。2024年7月放送開始TVアニメ「エルフさんは痩せられない。」OP主題歌をREAL AKIBA BOYZ loves 田口華有＆AiRyA from REAL AKIBA BANDが担当することが決定。
6月24日、メンバーの涼宮あつきが第一子（女児）が1月に誕生していたことを発表。
10月4日、日本武道館で行った「リアルアキバボーイズ日本武道館‐レペゼン秋葉原‐」にてREALAKIBABOYZ2.5次元舞台化を発表。REAL AKIBA JUNIORZの2期メンバーオーディションの開催を発表。2025年1月放送「ニートくノ一となぜか同棲はじめました」OP主題歌の担当を発表。2025年1月7日よりスタート予定のTVアニメ「妖怪学校の先生はじめました!」第２クールED主題歌の担当を発表。作詞作曲をまろん (イオシス) と マロン (REAL AKIBA BOYZ)が担当することを発表。REAL AKIBA BOYZ アニメ化プロジェクトを始動している事を発表。
12月1日、Zepp Shinjukuで行った「RAB ESPICE ONEMAN LIVE “RE:BOOOST”」にてREAL AKIBA JUNIORZの凪が派生ユニットRAB ESPICEへ加入することを発表。

### 2025年
7月1日、メンバーのDRAGONが株式会社FNMDの代表取締役に就任し、二代表制となったことを発表。
7月2日、メンバーのDRAGONが既に結婚しており、2人の子供がいることを公表。

## 派生ユニット

### RAB ROOTS
2019年に行われた新メンバーオーディション以前からRABとして活動していた涼宮あつき、DRAGON、けいたん、マロン、ムラトミのオリジナルメンバー5人によるユニット。

### RAB ESPICE
2019年に行われた新メンバーオーディションで加入したネス、とぅーし、ゾマやかじゃない!と、REAL AKIBA JUNIORZのメンバーである凪、KOSUKEの5人によるユニット。
2020年　ネス、とぅーし、ゾマやかじゃない!の3人で結成。
2024年12月1日　RAB ESPICE ワンマンライブ「RE:BOOOST」にて、5人体制になることを発表。新メンバーとして凪が加入することも同時に発表した。
2025年7月31日　YouTubeのライブ配信にて、2人目の新メンバーとしてKOSUKEが加入することを発表した。

## ライブ・イベント

### 主催イベント

#### ワンマンライブ
| 年     | 開催日   | イベント名 | 開催場所             | 備考                                                                                           |
| ------ | -------- | --- | -------------------- | ---------------------------------------------------------------------------------------------- |
| 2015年 | 5月30日  | RAB発表会 〜今までの踊ってみた見せちゃいまSP（おまけもね）〜                                                   | 新宿HOLIDAY          |                                                                                                |
| 2016年 | 5月22日  | RAB2016 〜だだだだダンス 俺たちの夢〜                                                                          | Shibuya O-WEST       |                                                                                                |
| 2017年 | 3月11日  | RAB発表会2017〜今までの踊ってみた動画、「生」でほとんど見せます!大放出SP（おまけもあるよ）                     | ディファ有明         |                                                                                                |
| 2017年 | 10月22日 | RAB 10周年 無料ワンマンライブ2017～待ってろよ!アニメ化 in 中野サンプラザ～                                     | 中野サンプラザ       |                                                                                                |
| 2018年 | 5月19日  | RAB 東名阪ツアー 名古屋                                                                                        | JAMMIN'              |                                                                                                |
| 2018年 | 5月20日  | RAB 東名阪ツアー 大阪                                                                                          | ESAKA MUSE           |                                                                                                |
| 2018年 | 5月26日  | RAB 東名阪ツアー 東京                                                                                          | ディファ有明         |                                                                                                |
| 2019年 | 6月23日  | RAB アニソンダンス in Zepp DiverCity                                                                           | Zepp DiverCity       | ゲスト：ネス、SHARE LOCK HOMES、あぷりこっと*、オヤっさん、A+DF                                |
| 2019年 | 12月14日 | RAB新メンバー参入記念 ワンマンライブ&ショウ 「Say Hello」                                                      | 新宿HOLIDAY          |                                                                                                |
| 2020年 | 7月25日  | THE REAL AKIBA BOYZ ONEMAN LIVE -SUPER FRESH BAND LIVE- at 東京キネマ倶楽部                                    | 東京キネマ倶楽部     | ゲスト：二人目のジャイアン、田口華有                                                           |
| 2021年 | 4月17日  | THE REAL AKIBA BOYZ ONEMAN LIVE -ULTRA FRESH BAND LIVE- at SHIBUYA O-WEST                                      | SHIBUYA O-WEST       | 出演：二人目のジャイアン、田口華有、 ゲスト：テツandトモ、ちぃたん☆、らっぷびと、アリレム      |
| 2021年 | 7月24日  | HE REAL AKIBA BOYZ ONEMAN LIVE『ENCOUNTER WITH “THE G”』-BAND DANCE LIVE 1ST ANNIVERSARY IN TOKYO KINEMA CLUB- | 東京キネマ倶楽部     | 出演：二人目のジャイアン、田口華有 ゲスト：らっぷびと、アリレム、ハセガワダイスケ              |
| 2022年 | 1月23日  | THE REAL AKIBA BOYZ ONEMAN LIVE “THA X”                                                                        | Zepp DiverCity       | 出演：二人目のジャイアン、田口華有、らっぷびと、アリレム、huez ゲスト：オーイシマサヨシ、fhana |
| 2022年 | 7月10日  | THE REAL AKIBA BOYZ ONEMAN LIVE 2022 『SUMMER SESSION RAB』IN 日比谷野外大音楽堂                               | 日比谷野外大音楽堂   | ゲスト：龍、晋平太、angela、HAKUEI                                                             |
| 2023年 | 3月4日   | THE REAL AKIBA BOYZ ONEMAN LIVE 2023「RAB TOUR “LIVE NEW ERA 9″」 大阪                                         | GORILLA HALL OSAKA   |                                                                                                |
| 2023年 | 4月1日   | THE REAL AKIBA BOYZ ONEMAN LIVE 2023「RAB TOUR “LIVE NEW ERA 9″」 東京                                         | TOKYO DOME CITY HALL | ゲスト：東山奈央                                                                               |
| 2024年 | 2月8日   | THE REAL AKIBA BOYZ ONEMAN LIVE TOUR 2024「Over The Future」東京                                               | Zepp Shinjuku        |                                                                                                |
| 2024年 | 2月16日  | THE REAL AKIBA BOYZ ONEMAN LIVE TOUR 2024「Over The Future」愛知                                               | Zepp Nagoya          |                                                                                                |
| 2024年 | 2月18日  | THE REAL AKIBA BOYZ ONEMAN LIVE TOUR 2024「Over The Future」大阪                                               | Zepp Namba           |                                                                                                |
| 2024年 | 4月21日  | THE REAL AKIBA BOYZ ONEMAN LIVE TOUR 2024「Over The Future」東京                                               | TOKYO DOME CITY HALL | 出演：REAL AKIBA BAND ゲスト：ALI、ヤマカイ、川島如恵留（Travis Japan）                        |
| 2024年 | 10月4日  | リアルアキバボーイズ日本武道館-レペゼン秋葉原-                                                                 | 日本武道館           | 出演：REAL AKIBA BAND、チャカ ゲスト：オーイシマサヨシ                                         |
| 2025年 | 10月4日  | REAL AKIBA BOYZ ONEMAN LIVE 〜僕らのマスターピース〜                                                           | 東京体育館           |                                                                                                |

#### 単独イベント
| 年     | 開催日             | イベント名 | 開催場所                                        | 備考 |
| ------ | ------------------ | --- | ----------------------------------------------- | --- |
| 2015年 | 12月20日           | RAB忘年会2015 | 日本橋wktkTHEATER                               | |
| 2016年 | 1月17日            | RAB新年会2016 | 池袋シアターYES                                 | |
| 2016年 | 4月7日             | 夜は短し話せよRAB公開生放送 | MOGRA秋葉原                                     | |
| 2016年 | 8月11日            | 夜は短し話せよRAB公開生放送 第二回 | ビリビリAKIBA                                   | |
| 2016年 | 8月12日            | 大人向けRABイベント「REAL ADULT BOYS」 | 池袋シアターYES                                 | |
| 2016年 | 9月18日            | ムラトミ先生の次回作にご期待ください 〜入場料はお気持ちで！！1円でもいいだよバカヤロー！！〜 | Bar&Grill Rebecca 渋谷                          | 出演：ムラトミ |
| 2016年 | 12月17日           | RAB忘年会2016 | 日本橋CHOCLEA                                   | |
| 2017年 | 1月15日            | RAB新年会2017 | 池袋シアターYES                                 | |
| 2017年 | 2月5日             | ムラトミ先生の次回作にご期待くださいvol.2〜例え世界が滅亡して君と僕は生き残る〜 | 東京354CLUB                                     | 出演：ムラトミ |
| 2017年 | 5月21日            | ムラトミ先生の次回作にご期待下さい！！vol.3〜ダイヤモンドは永遠の輝き〜 | 渋谷レベッカ                                    | 出演：ムラトミ |
| 2017年 | 7月28日            | リアルアダルトボーイズ 第二夜 | 池袋シアターYES                                 | |
| 2017年 | 7月30日            | 夜は短し話せよRAB公開生放送 第三回 | 秋葉原ラジオ会館 ビリビリAKIBA                  | |
| 2017年 | 8月19日            | ムラトミ先生の次回作にご期待下さい！！vol.4 ムラトミとモッケのお料理トークショー | 渋谷レベッカ                                    | 出演：ムラトミ |
| 2017年 | 11月12日           | ムラトミ先生の次回作にご期待下さい5〜天空の花嫁〜 | 渋谷レベッカ                                    | 出演：ムラトミ |
| 2017年 | 12月16日           | ムラトミ先生の次回作にご期待くださいα(アルファー) 〜先生は俺だーッ！！とある漫画家先生とのデスマッチ！！唸れ！！ムラトミサイクロン炸裂！！〜                                                             | 大阪日本橋COCHLEA.                              | 出演：ムラトミ、マロンティーヌ先生（マロン） |
| 2017年 | 12月17日           | RAB大忘年会 大阪 | 日本橋COCHLEA                                   | |
| 2017年 | 12月30日           | RAB大忘年会 埼玉 | さいたま新都心HEVEN's ROCK                      | |
| 2018年 | 1月13日            | RAB新年会 東京 | 六本木morph TOKYO                               | |
| 2018年 | 1月14日            | RAB新年会 名古屋 | 名古屋DAYTRIVE                                  | |
| 2018年 | 3月3日             | ムラトミ先生の次回作にご期待ください～SOX～ | 渋谷レベッカ                                    | 出演：ムラトミ |
| 2018年 | 4月8日             | けいたん・マロン合同バースデーイベント ケタマロ! | REBECCA                                         | |
| 2018年 | 6月24日            | ムラトミ先生の次回作にご期待下さい7～萌えよドラゴン～ | 下北沢ろくでもない夜                            | 出演：ムラトミ、ドラゴン |
| 2018年 | 10月13日           | リアルアダルトボーイズ2018 | mismatch池袋                                    | |
| 2018年 | 11月25日           | あつき・ドラゴン・ムラトミ バースデーイベント | REBECCA                                         | |
| 2018年 | 12月25日           | RAB忘年会2018 | 日本橋CHOCLEA                                   | |
| 2018年 | 12月29日           | Akihabara Breakthrough Circle | 秋葉原エンタス                                  | リアルアキバボーイズが所属する株式会社ABSTREEM CREATIONの総決算イベント、略して「ABC」。                                                                                                   |
| 2019年 | 1月14日            | RAB新年会2019 | 秋葉原エンタス                                  | |
| 2019年 | 1月27日            | ムラトミ先生の次回作にご期待下さいvol.8 〜今にも落ちてきそうな空の下で〜 | 渋谷レベッカ                                    | 出演：ムラトミ |
| 2019年 | 4月6日             | ケタマロ2019！ | REBECCA                                         | |
| 2019年 | 8月2日             | リアルアダルトボーイズ2019 | mismatch池袋                                    | |
| 2019年 | 8月25日            | ムラトミ先生の次回作にご期待下さい！！vol.9〜本当にあった呪いBlu-ray〜 | 渋谷レベッカ                                    | 出演：ムラトミ |
| 2019年 | 9月22日            | マロちゃんムラちゃんお前の心にエアーチェアー（できない） | 日本橋Guild                                     | 出演：マロン、ムラトミ |
| 2019年 | 11月4日            | あつドラムラバースデー2019 | REBECCA                                         | |
| 2019年 | 12月21日           | 【劇場版トークショー】ムラトミ先生の次回作にご期待下さい！！vol.10〜まごころを僕に〜 | 新宿歌舞伎町REDY GO                             | 出演：ムラトミ |
| 2019年 | 12月30日           | Akihabara Breakthrough Circle 2 | 秋葉原コズミックラボ                            | リアルアキバボーイズが所属する株式会社ABSTREEM CREATIONの総決算イベント、略して「ABC」。                                                                                                   |
| 2020年 | 1月12日            | RAB NEW YEAR PARTY 2020 | mismatch池袋                                    | |
| 2020年 | 3月14日8月16日     | ムラトミ先生の次回作にご期待ください‼vol.11ばぶ〜★ばぶ〜★ばぶみを感じたいんじゃああああああーー!! | 渋谷レベッカ                                    | ※コロナウイルスの影響で延期 |
| 2020年 | 4月26日            | ケタマロ2020 | 秋葉原 COSMIC LAB                               | ※コロナウイルスの影響でネット配信イベントに変更 |
| 2020年 | 8月29日9月13日     | RABの夏休み2020 1部・新メンバーイベント「Master do」 2部・fanicon限定「RGP（リアルゴーストパーティー）」 3部・ニコニコチャンネル会員限定「リアルアダルトボーイズ                                         | 秋葉原 COSMIC LAB                               | ※メンバーの新型コロナウイルス発症に伴い延期 |
| 2020年 | 12月6日            | ムラトミ先生の次回作にご期待ください vol.12 〜ムラトミ(77歳)踊り手復活〜 | 渋谷レベッカ                                    | 出演：ムラトミ |
| 2021年 | 4月25日            | ケタマロバースデー2021 1部：ありがとうお父さんお母さん 2部：RAB家族会議 | 秋葉原 COSMIC LAB                               | |
| 2021年 | 8月29日            | RABの夏休み2021 1部「RELEASE THE ESPICE!」 2部「リアルアキバキッズクラブ」 3部「リアルアダルトボーイズ」                                                                                                 | 秋葉原 COSMIC LAB                               | |
| 2021年 | 10月15日           | リアルアキバボーイズ 14周年イベント 第一部「RAB踊ってみた総選挙2021」 第二部「RAB踊ってみたで人気の曲をBest10から踊るイベント」                                                                          | 秋葉原 COSMIC LAB                               | |
| 2021年 | 10月24日           | ゾマやかじゃない！初ソロ現地イベント「ビルゾマップ 1st Anniversary」 | from scratch                                    | 出演：ゾマやかじゃない!、ザカルト |
| 2021年 | 11月28日           | ESPICE発表会～今までの踊ってみた全て見せまSP～ | 秋葉原Cosmic Lab                                | 出演：RAB ESPICE |
| 2021年 | 12月5日            | あつドラムラ生誕イベント 1部「あつドラムラバースデー」 2部「赤は止まれ、青はススメ、黄色はアクセル全開、あれハンドル効かないぞ」                                                                         | mismatch池袋                                    | |
| 2021年 | 12月24日           | ムラトミ先生の次回作にご期待ください2021[シン・ムララ] | R LOUNGE 7F                                     | 出演：ムラトミ、との |
| 2022年 | 2月6日             | ゾマネス生誕イベント 1部「ゾマネスバースデー2022」 2部「ゾマネスのなく頃に – あつドラ祟り編 –」 | 秋葉原 COSMIC LAB                               | |
| 2022年 | 3月5日             | ホワイトデーイベント 1部・Fanicon会員限定「オタクたちのホワイトデー in 2022」 2部・ニコニコチャンネル会員限定イベント「もっとみんなで 夜は短し話せよRAB スーパーDX」                                     | 秋葉原 COSMIC LAB                               | |
| 2022年 | 4月17日            | ケタマロ生誕イベント １部「ケタマロバースデー2022」 ２部「君もヒーローになれる!RAB戦隊オーディション」                                                                                                   | 秋葉原 COSMIC LAB                               | |
| 2022年 | 4月23日            | 勇者ゾマやかの絶対魔王倒してみせる | from scratch                                    | 出演：ゾマやかじゃない!、ザカルト |
| 2022年 | ５月3日            | THE REAL AKIBA BOYZ ONEMAN LIVE 2022 LIVE”ROOTS” | duo MUSIC EXCHANGE                              | 出演：RAB ROOTS |
| 2022年 | 5月13日            | 「ムラトミ」と「との」の為にならない話 vol.3 | R LOUNGE 7F                                     | 出演：ムラトミ、との |
| 2022年 | 5月14日            | THE REAL AKIBA BOYZ ONEMAN LIVE 2022 RAB ESPICE TOUR 「Hello Hello Hello!!!」東京 | Spotify O-WEST                                  | 出演：RAB ESPICE |
| 2022年 | 5月22日            | THE REAL AKIBA BOYZ ONEMAN LIVE 2022 RAB ESPICE TOUR 「Hello Hello Hello!!!」大阪 | americamura FANJ twice                          | 出演：RAB ESPICE |
| 2022年 | 5月28日            | THE REAL AKIBA BOYZ ONEMAN LIVE 2022 RAB ESPICE TOUR 「Hello Hello Hello!!!」名古屋 | 大須RADHALL                                     | 出演：RAB ESPICE |
| 2022年 | 8月12日            | ムラトミ先生の次回作にご期待ください vol.??? | R LOUNGE 7F                                     | 出演：ムラトミ |
| 2022年 | 8月20日            | RABの夏休み2022 1部・Fanicon会員限定「リアルアキバスポーツ」 2部・ニコニコチャンネル会員限定「リアルアダルトボーイズ」                                                                                   | 秋葉原 COSMIC LAB                               | |
| 2022年 | 9月4日             | とぅーし生誕イベント 1部「とぅし誕2022」 2部「トゥシビアの泉」 | 秋葉原 COSMIC LAB                               | |
| 2022年 | 9月9日             | RABシン・リーダー大會議 | from scratch                                    | 出演：けいたん、マロンリアル（マロン）、リーダーパーカー（とぅーし）、高橋（ゾマやかじゃない!）                                                                                            |
| 2022年 | 9月24日            | たこ焼きまさし〜EXTRA HEYPER 現地ZONE〜 | 両国Theater Zzz                                 | 出演：ムラトミ、との |
| 2022年 | 10月9日 - 10月10日 | THE REAL AKIBA BOYZ 15th Anniversary Year Kickoff Celebration in 竹芝 ニューピアホール DAY1「Real Akiba Dance Fes,」 DAY2「REAL AKIBA BOYZ 15th Anniversary Year Kickoff Celebration “ANGEL NUMBER 15”」 | 竹芝ニューピアホール                            | ゲスト：パブリックエネミー、チェゴ、腐男女、FLAVA JAPAN、ラブマツ、あきばっか〜のスペシャルエキジビジョンバトル（龍と勇太 vs ARIA COMPANY）、FOUND NATION、GinyuforcE、NARI Digitz、O-MENZ |
| 2022年 | 10月30日           | Zo’MASH CIPHER -ゾマトークショー2周年- | from Scratch                                    | 出演：ゾマやかじゃない!、龍、ザカルト、AYATO.、ゴリアテ |
| 2022年 | 11月27日           | ムラトミ先生の次回作にご期待下さい〜闇金ムラトミくん〜 | from Scratch                                    | 出演：ムラトミ、その仲間たち |
| 2022年 | 12月10日           | あつドラムラ生誕イベント 1部「オタクなやつら〜ダーリンお祝いだっちゃ!～」 2部「ありったけの夢をかき集めろ!オタ繋ぎの財宝!ADM海賊団!」                                                                    | 秋葉原 COSMIC LAB                               | |
| 2023年 | 2月12日            | ゾマネス生誕イベント 1部 「明日、私は誰かのオタク」 2部「今宵はあなたを永久指名・リアルホストボーイズ ～ゾマ子とネス子のホスト狂い豪遊記～」                                                             | Yokohama mint hall                              | |
| 2023年 | 4月8日             | ムラトミととのの為にならない話 | 秋葉原BAR from scratch                          | 出演：ムラトミ、との、パパトミ |
| 2023年 | 4月9日             | ゾマのびっくりイースター! | from Scratch                                    | 出演：ゾマやかじゃない! |
| 2023年 | 4月15日            | ケタマロ生誕イベント 1部「ケタマロバースデー2023」 2部「踊る！マロン御殿!!」 | Yokohama mint hall                              | 2部はけいたん欠席 |
| 2023年 | 6月4日             | ゾマのそれは絶対誤解だって。 | 秋葉原 from Scratch                             | 出演：ゾマやかじゃない! |
| 2023年 | 7月8日             | THE REAL AKIBA BOYZ ONEMAN LIVE 2023 LIVE”ROOTS” 2 | 東京キネマ倶楽部                                | 出演：RAB ROOTS |
| 2023年 | 7月16日            | THE REAL AKIBA BOYZ ONEMAN LIVE 2023 “RAB ESPICE TOUR 「Trip×3 (トリプルトリップ) 」大阪 | ESAKA MUSE                                      | 出演：RAB ESPICE ゲスト：かずきち |
| 2023年 | 7月23日            | THE REAL AKIBA BOYZ ONEMAN LIVE 2023 “RAB ESPICE TOUR 「Trip×3 (トリプルトリップ) 」愛知 | HOLIDAY NEXT NAGOYA                             | 出演：RAB ESPICE ゲスト：うめこ（神宮司秀将） |
| 2023年 | 7月30日            | THE REAL AKIBA BOYZ ONEMAN LIVE 2023 “RAB ESPICE TOUR 「Trip×3 (トリプルトリップ) 」東京 | Veats Shibuya                                   | 出演：RAB ESPICE ゲスト：龍、O-MENZ |
| 2023年 | 8月20日            | RABの夏休み2023 1部：Fanicon会員限定 「納涼ファンミーティング祭 ～リアルアキバ夏祭り～」 2部：ニコニコチャンネル会員限定 「リアルアダルトボーイズ ｻﾝｸﾁｭｱﾘｰ聖域-」                                        | Yokohama mint hall                              | |
| 2023年 | 8月25日            | 夜まで生トーク | NMF新宿南口ビル 4FセミナールームA - R3C貸会議室 | 出演：ムラトミ、との |
| 2023年 | 9月7日             | 【第２回】ムラトミくんの初心者にも優しいポーカー〜だがどんな相手だろうとなめてかかってはいけないッ！！                                                                                                   | PokerLeague五反田                               | 出演：ムラトミ |
| 2023年 | 9月17日            | とぅーし生誕イベント 1部「とぅし誕2023」 2部「とぅMORROW」 | Yokohama mint hall                              | |
| 2023年 | 10月15日           | REAL AKIBA BOYZ 15th to 16th Anniversary「STRIKE COLORZ」 | 竹芝ニューピアホール                            | 出演：REAL AKIBA BOYZ、REAL AKIBA JUNIORZ |
| 2023年 | 10月21日           | 龍生誕イベント 1部「龍誕2023」 | Yokohama mint hall                              | |
| 2023年 | 11月23日           | あつドラムラ生誕イベント 1部「あつドラムラ生誕イベント2023」 2部「～我が名はADM～」 | Yokohama mint hall                              | |
| 2023年 | 11月26日           | ムラトミ先生の次回作にご期待下さい〜夢の西所沢ムラトミランド〜 | 池袋mismatch                                    | 出演：ムラトミ |
| 2023年 | 12月2日            | ゾマのオレンジフェスタ! | 秋葉原 from Scratch                             | 出演：ゾマやかじゃない |
| 2023年 | 12月16日           | NESS SPECIAL LIVE 1部「LIGHTNESS」 2部「DARKNESS」 | unravel tokyo                                   | 出演：ネス ゲスト：めーとる、DRAGON、とぅーし、HARUYOSHI（REAL AKIBA JUNIORZ）、SHIRAHAN、教授、ATS                                                                                        |
| 2023年 | 12月24日           | RAB ESPICE 3rd Anniversary「SPICE JAM」 | Veats Shibuya                                   | 出演：RAB ESPICE |
| 2024年 | 1月6日             | ムラトミ凱旋 in 岡崎【仮】 | 愛知県岡崎某所                                  | 出演：ムラトミ |
| 2024年 | １月20日           | ゾマネス生誕イベント 1部「ゾマネス生誕2024」 2部「～目指せ！オタモンマスター～」 | Yokohama mint hall                              | |
| 2024年 | 3月10日            | ホワイトデーイベント 1部：Fanicon会員限定 「RABのホワイトデー2024～リアルコンカフェボーイズ～」 2部：ニコニコチャンネル会員限定 「はしせよSP EX 〜SUPER FRESH〜」                                        | Yokohama mint hall                              | |
| 2024年 | 3月21日            | REAL POKER BOYZ ムラトミくんの初心者にもやさしいポーカー〜だかどんな相手だろうとなめてかかってはいけないッ！！〜 『けいたん生誕討伐トーナメント編』                                                      | 秋葉原カジノクエスト                            | 出演：けいたん、ムラトミ 、Lilpinscher（FOUND NATION）、HARUYOSHI（REAL AKIBA JUNIORZ） |
| 2024年 | 3月23日            | けたマロ生誕イベント2024 1部「けたマロ生誕2024 」 2部「MOTY 2024」 | Yokohama mint hall                              | |
| 2024年 | 3月30日            | ムラトミととのによるまったりトークショー！ 『"ムラトミ"と"との"の為にならない話 ~ 2024 春 ~』 | TIME SHARING 銀座三丁目ビルディング             | 出演：ムラトミ、との |
| 2024年 | 5月19日            | ゾマのゾゾゾイゾイ！ | 秋葉原BAR from Scratch                          | 出演：ゾマやかじゃない! |
| 2024年 | 6月9日             | ムラトミ先生の次回作にご期待下さい〜バトルムライアル⭐今日から皆さんの担任になったムラトミです！よろしくね！〜                                                                                           | 秋葉原BAR from Scratch                          | 出演：ムラトミ |
| 2024年 | 6月14日            | フリーライブ「一気当選」 | 東京 光が丘 IMA                                 | |
| 2024年 | 6月26日            | REAL POKER BOYZ vol.2 | PokerLeague五反田                               | 出演：ムラトミ from REAL AKIBA BOYZ Lilpinscher from FOUND NATION |
| 2024年 | 6月30日            | RAB ESPICE ワンマンライブ「BOOOST」 | ヒューリックホール東京                          | 出演：RAB ESPICE ゲスト：Aoto（REAL AKIBA JUNIORZ）、RIKA（REAL AKIBA JUNIORZ）、ゴリアテ、スカジュン、超妖怪弾頭ネオたん、マロン（REAL AKIBA BOYZ）、ラブマツ                             |
| 2024年 | ７月27日           | フリーライブ「一気当選」 | 千葉 流山おおたかの森 S・C                      | |
| 2024年 | 7月28日            | NESSLAND 1部「SHOW TIME」 2部「SHOW'S OVER」 | 横浜YTJホール                                   | 出演：ネス ゲスト：マッシュルーム（モビリスモビリ）、加藤（モビリスモビリ）、ただのん、源元（YUBINOWA）、キーボルト（YUBINOWA）                                                            |
| 2024年 | 8月3日             | ムラとのパーク！ - NO GAMBLING NO LIFE - | TIME SHARING 銀座三丁目ビルディング             | 出演：ムラトミ |
| 2024年 | ８月11日           | フリーライブ「一気当選」 | 千葉 イオンモール成田                           | |
| 2024年 | ８月17日           | フリーライブ「一気当選」 | 埼玉 イオンモール羽生                           | |
| 2024年 | 8月25日            | 1部 『ゾマの謎解きエスケープルーム』 2部『ゾマの謎解きトレジャーハント』 | 秋葉原 from Scratch                             | 出演：ゾマやかじゃない! |
| 2024年 | 9月14日            | とぅーし生誕イベント 1部「とぅし誕2024」 2部「とぅDAY」 | Yokohama mint hall                              | |
| 2024年 | 10月20日           | ゾマJAM 4th Anniversary | 秋葉原 from Scratch                             | 出演：ゾマやかじゃない! |
| 2024年 | 10月26日           | ムラとのパーク！ - NO GAMBLING NO LIFE - | TIME SHARING 銀座三丁目ビルディング             | 出演：ムラトミ、との |
| 2024年 | 11月9日            | 龍生誕イベント 1部「龍誕2024」 2部「健全に育ってきました」 | Yokohama mint hall                              | |
| 2024年 | 11月23日           | あつドラムラ生誕イベント 1部「あつドラムラ生誕2024」 2部「MADさいえんてぃすと」 | Yokohama minthall                               | |
| 2024年 | 12月1日            | RAB ESPICE ワンマンライブ「RE:BOOOST」 | Zepp Shinjuku                                   | 出演：RAB ESPICE |
| 2024年 | 12月5日            | REAL POKER BOYZ VOL.3 | 秋葉原カジノクエスト                            | 出演：ムラトミ、けいたん（REAL AKIBA BOYZ）、HARUYOSHI（REAL AKIBA JUNIORZ）、Lilpinscher （FOUND NATION）、えとう (xxx project)                                                           |
| 2024年 | 12月8日            | 1部「おゾマの部屋」 2部「ムラトミ先生の次回作にご期待下さい！！〜ムラゾマのヒーローアカデミア〜」 | 秋葉原 from Scratch                             | 出演：ムラトミ、ゾマやかじゃない! |
| 2024年 | 12月28日           | ムラトミ BBQオフ会 | 東京某所                                        | 出演：ムラトミ |
| 2025年 | １月10日           | REAL AKIBA BOYZ ONEMAN LIVE 2025 LIVE”ROOTS” 3 | Zepp DiverCity                                  | 出演：RAB ROOTS、チャカ ゲスト：YU-KI、RYO-SPIN、YOUTEE、TETSU、TAICHI、COCOA（KOSÉ 8ROCKS）、DJ GABAWASH、ゴリアテ、暴徒                                                                  |
| 2025年 | 1月26日            | ゾマネス生誕イベント 1部「ゾマネス生誕2025」2部「ゾ術廻戦-ネス事変-」 | Yokohama minthall                               | |
| 2025年 | 2月21日            | RAB ESPICE「New We」 | SUPERNOVA Kawasaki                              | 出演：RAB ESPICE |
| 2025年 | 2月21日            | MURATONO LOUNGE - vol.01 - | 渋谷R LOUNGE 7F                                 | 出演：ムラトミ、との |
| 2025年 | 2月24日            | RABのバレンタイン2025 1部「ふぁにバレンタイン」2部「はしせよバレンタイン」 | Yokohama minthall                               | |
| 2025年 | 3月6日             | リアルアキバトーーク! Vol.1 | LOFT9 Shibuya                                   | 出演：あほすたさん、双龍、けいたん、マロン |
| 2025年 | 3月16日            | ムラとのパーク！ - NO GAMBLING NO LIFE 2025 3月 - | TIME SHARING 銀座三丁目ビルディング             | 出演：ムラトミ、との |
| 2025年 | 3月20日            | けたマロ生誕2025 1部｢けたマロバースデー2025｣2部｢MOTY 2025｣ | Yokohama minthall                               | |
| 2025年 | 4月6日             | RAB ESPICE BAND ONEMAN LIVE「TRICOLORE」 | TOKYO DOME CITY HALL                            | 出演：RAB ESPICE、REAL AKIBA BAND ゲスト：DOES、ReoNa、松本梨香 |
| 2025年 | 4月18日            | MURATONO LOUNGE - vol.02 - | 渋谷R LOUNGE 7F                                 | 出演：ムラトミ、たかほくん、との、M1NAZUK1 |
| 2025年 | 6月5日             | REAL POKER BOYZ VOL.4 | 秋葉原カジノクエスト                            | 出演：けいたん、ムラトミ、lilpinscher、HIDE、たんたん |
| 2025年 | 6月28日            | たこやきまさし現地スペシャル | 東京某所                                        | 出演：ムラトミ |
| 2025年 | 7月4日             | ゾマトークライブ『ゾマのレクレクレック!』 | Yokohama minthall                               | 出演：ゾマやかじゃない! |
| 2025年 | 7月26日            | 龍LIVE「絶闘」 | 東京キネマ倶楽部                                | 出演：龍 |
| 2025年 | 7月27日            | ネス単独公演「うそつき」 | 東京キネマ倶楽部                                | 出演：ネス |
| 2025年 | 7月28日            | やわキャン△Season2 | AKIBAカルチャーズ劇場                           | 出演：マロン、とぅーし |
| 2025年 | 8月2日             | フリーライブ「一気当選」 | セブンパーク天美                                | |
| 2025年 | 8月3日             | フリーライブ「一気当選」 | プライムツリー赤池                              | |
| 2025年 | 8月10日            | リアルアキバアーティストファン感謝祭〜夏祭り篇〜 | 川崎 CLUB CITTA’                                | |
| 2025年 | 8月16日            | MURATOMI BBQ RETURNS | 都内某所                                        | 出演：ムラトミ |

#### 踊り手サミット
| 年     | 開催日   | イベント名                                                                           | 開催場所                 | 概要 |
| ------ | -------- | ------------------------------------------------------------------------------------ | ------------------------ | --- |
| 2017年 | 7月2日   | RAB踊り手サミット                                                                    | 六本木morph tokyo        | |
| 2018年 | 2月18日  | RAB踊り手サミットVol.2                                                               | 六本木morph tokyo        | |
| 2018年 | 12月23日 | 踊り手サミットVol.3                                                                  | 品川グランドホール       | 出演：SHARE LOCK HOMES、アナタシア |
| 2019年 | 4月21日  | 踊り手サミット スペシャルステージ in こすぷれ☆カーニバル!! in サンリオピューロランド | サンリオピューロランド   | |
| 2019年 | 11月24日 | 踊り手サミットVol.4                                                                  | 品川インターシティホール | 出演：SHARE LOCK HOMES、アナタシア、アルスマグナ                                                                                               |
| 2020年 | 4月4日   | 踊り手サミット Vol.5 in TOKYO DOME CITY HALL                                         | TOKYO DOME CITY HALL     | ※コロナウイルスの影響で2020年6月19日に延期・振替 ⇒※コロナウイルスの影響で2021年4月3日に再延期 出演：SHARE LOCK HOMES、アナタシア、アルスマグナ |
| 2022年 | 4月9日   | 踊り手サミットVol.6                                                                  | TOKYO DOME CITY HALL     | 出演：SHARE LOCK HOMES、アナタシア他 |

### 舞台
| 年     | 開催日              | 舞台名                               | 開催場所                            | 概要       |
| ------ | ------------------- | ------------------------------------ | ----------------------------------- | ---------- |
| 2018年 | 8月14日 ‐ 19日      | オタクたちのエンドレスエイト         | てあとるらぽう                      |            |
| 2019年 | 2月26日 - 3月3日    | ばくまつ!                            | 上野ストアハウス                    |            |
| 2020年 | 2月12日 ‐ 16日      | オタクにヒーローはむずかしい         | テアトルBONBON                      |            |
| 2020年 | 11月18日 - 11月23日 | オタクノシゴト(仮)                   | テアトルBONBON                      |            |
| 2021年 | 11月5日 - 11月7日   | ネス単独公演『SIN』                  | 劇場HOPE                            | 出演：ネス |
| 2022年 | 11月4日 - 11月6日   | ネス単独公演2022「ザ・ワン」東京公演 | シアーターグリーン BIG TREE THEATER | 出演：ネス |
| 2022年 | 11月11日 - 11月13日 | ネス単独公演2022「ザ・ワン」大阪公演 | インディペンデントシアター2nd       | 出演：ネス |
| 2025年 | 7月27日             | ネス単独公演「うそつき」             | 東京キネマ俱楽部                    | 出演：ネス |

### 共催ライブ(対バン)
| 年     | 開催日          | イベント名                                                                                                | 対バン相手                                                                  | 開催場所                   | 備考                                                     |
| ------ | --------------- | --- | --------------------------------------------------------------------------- | -------------------------- | -------------------------------------------------------- |
| 2016年 | 10月16日        | RAB VS ＿＿（アンダーバー）〜ガチンコ対決!リアルアンダーボーイズ〜                                        | ＿＿（アンダーバー）                                                        | 品川インターシティホール   |                                                          |
| 2017年 | 1月29日         | RAB VS PGR～Graduation!! 最初のひとつだけ、おそろいだからいい～〜                                         | PENGUIN RESEARCH                                                            | 新宿BLAZE                  |                                                          |
| 2017年 | 5月2日          | RABバトルロワイヤル〜戦の鐘が鳴る!コロシアエー〜                                                          | OxT、ichigo（岸田教団&THE明星ロケッツ）& 分島花音、爆弾ジョニー、DJやしきん | TSUTAYA O-EAST             |                                                          |
| 2018年 | 7月29日         | 爆弾ジョニー×RAB（リアルアキバボーイズ）「やさしいせかい」                                                | 爆弾ジョニー                                                                | 新宿BLAZE                  |                                                          |
| 2020年 | 3月13日         | 帰ってきた「やさしいせかい」                                                                              | 爆弾ジョニー                                                                | 池袋CYBER                  |                                                          |
| 2020年 | 6月12日         | RABBBB!!!!                                                                                                | Beat Buddy Boi                                                              |                            | Periscopeにて配信限定2マンライブ                         |
| 2020年 | 9月11日         | RAB×二人目のジャイアン ツーマンライブ「ノビタトジャイアン」                                               | 二人目のジャイアン                                                          |                            | ツイキャスプレミアにて配信限定                           |
| 2020年 | 12月11日        | FUNKY CYBER POP!!                                                                                         | UNEEK ARTS(らっぷびと×TATSUMA×アリレム                                      | 初台DOORS                  | ※新型コロナウイルス拡散防止の観点から2021年6月25日に延期 |
| 2021年 | 3月19日         | 劇場版 ”Shit Meet A” THE Animation(仮)                                                                    | 流田Project                                                                 |                            | ツイキャスプレミアにて配信限定                           |
| 2021年 | 9月10日         | 2MAN-LIVE                                                                                                 | 二人目のジャイアン                                                          |                            | ツイキャスプレミアにて配信限定                           |
| 2022年 | 6月3日          | 「オタクとバンド、クラスでは陰寄りメンツになりがち」                                                      | 0.1gの誤算                                                                  | 渋谷asia                   |                                                          |
| 2022年 | 9月19日         | RAB ESPICE×アルスマグナ ツーマンライブ 「ブランニュー・デイ！」                                           | アルスマグナ                                                                | 横浜みなとみらいブロンテ   | 現地、ツイキャスプレミア配信 出演：RAB ESPICE            |
| 2022年 | 9月10日12月18日 | RAB(リアルアキバボーイズ) feat. 二人目のジャイアン -日清月歩- Powered by 日清食品POWER STATION[REBOOT]    | 二人目のジャイアン                                                          | 日清食品パワーステーション | ※2022年12月18日に延期                                    |
| 2022年 | 12月27日        | オタリシャス!                                                                                             | チェゴ                                                                      | Spotify SHIBUYA O-WEST     |                                                          |
| 2023年 | 9月15日         | RAB ESPICE ＆ O-MENZ ツーマンライブ「RAB ESPICE vs O-MENZ オタク集団vsお面集団 はたからみると不審者集団」 | O-MENZ                                                                      | 新宿BLAZE                  | 出演：RAB ESPICE                                         |

### アキバ×ストリート
「アキバ×ストリート」とはリアルアキバボーイズがプロデュースするA-POP（アニソンダンスバトル）の全国大会。アキストと略される。DJが選曲したランダムにかかるアニソンで1対1で争う。副題は「~世界最強オタクダンサー決定戦~」。「アキバ×ストリート5」よりFINALでクルーバトルも行われるようになった。

#### 大会詳細
- 「アキバ×ストリート」[85]
  - 東京予選（2015年1月17日、秋葉原モエファーレ）
  - 大阪予選（2015年1月24日、日本橋wktkTHEATER）
  - 福岡予選（2015年1月25日、天神club selecta）
  - 名古屋予選（2015年2月7日、栄ROXX）
  - 北海道予選（2015年2月14日、札幌STUDIO JAPAN）
  - 東京当日予選（2015年3月21日、DECABAR Z）
  - 東京ファイナル（2015年3月21日、新宿FACE)
- 「アキバ×ストリート 二期」
  - ニコニコ超会議予選（2015年4月26日、幕張メッセ）
  - 豊橋ぽっぷかるちゃー予選（2015年6月14日、豊橋ぽぷかる歩行者天国）[86]
  - 秋葉原予選（2015年7月18日、秋葉原ラジオ会館）
  - 近畿予選（2015年9月27日、神戸ぽっぷかるちゃーフェスティバル）
  - 中国・四国予選（2015年10月10日、広島県福山市 福山城）
  - 九州予選(2015年10月17日、大分県大分市 都町祭利）
  - FINAL（2015年10月31日、中野文化祭）[87]
- 「アキバ×ストリート 三期」
  - 東京予選（2016年2月14日、渋谷R-LOUNGE）[88]
  - 大阪予選（2016年2月20日、日本橋COCHLEA）[89]
  - 福岡予選（2016年2月21日、天神club Selecta）[90]
  - 名古屋予選（2016年2月28日、栄club JB’s）[91]
  - 北海道予選（2016年3月5日、札幌STUDIO JAPAN）[92]
  - FINAL（2016年4月30日、幕張メッセ ニコニコ超会議 真空管ドールズブース）
- 「アキバ×ストリート 4期 カーニバル」
  - 大阪予選（2017年4月8日、日本橋COCHLEA）
  - 福岡予選（2017年4月9日、天神Club Selecta）
  - 東京予選（2017年4月15日、池袋mismatch）
  - 名古屋予選（2017年4月16日、栄club JB’S）
  - 北海道予選（2017年4月22日、札幌STUDIO JAPAN）
  - 前日予選（2017年4月30日、幕張メッセ ニコニコ超会議）
  - FINALE（2017年5月1日、渋谷 TSUTAYA O-EAST）
- 「アキバ×ストリート5」[93]
  - 東京予選（2018年9月1日、池袋mismach）
  - 名古屋予選（2018年9月2日、栄club JB’s）
  - 大阪予選（2018年9月8日、日本橋COCHLEA.）
  - 福岡予選（2018年9月9日、天神Club selecta）
  - 北海道予選（2018年9月15日、札幌STUDIO JAPAN）
  - 前日予選（2018年月9月29日、Space emo）
  - FINAL（2018年9月30日、新宿BLAZE）
- 「アキバ×ストリート6」[94]
  - 東京予選（2019年8月31日、秋葉原エンタス）
  - 名古屋予選（2019年9月1日、栄club JB’s）
  - 大阪予選（2019年9月21日、日本橋COCHLEA）
  - 福岡予選（2019年9月23日、天神club Selecta）
  - 北海道予選（2019年9月28日、札幌スタジオジャパン2号店）
  - 前日予選（2019年10月5日 池袋mismatch）
  - JAPAN FINAL（2019年10月6日、新宿BLAZE）
- 「アキバ×ストリート7」[95] ※新型コロナウイルス感染予防の為延期
  - U22予選（2020年8月23日、池袋mismatch）
  - 東京予選（2020年9月5日、池袋mismatch）
  - 仙台予選（2020年9月6日、仙台PIRRLE）
  - 大阪予選（2020年9月21日、日本橋CHOCHLEA）
  - 福岡予選（2020年9月22日、天神Selecta）
  - 北海道予選（2020年9月26日、札幌スタジオジャパン）
  - 前日予選（2020年10月3日、池袋mismatch）
  - FINAL（2020年10月4日）
- 「スペシャルアキバストリート -オンラインアニソンダンスバトル-」
  - オープンチャットによるクローズド予選 （2020年8月20日 - 9月16日、LINE OPEN CHAT）
  - BEST16審査及び発表（2020年9月19日、リアルアキバボーイズ チャンネル生放送）
  - BEST8審査及び発表（2020年9月26日、リアルアキバボーイズ チャンネル生放送）
  - FINAL生放送 優勝発表（2020年10月10日、リアルアキバボーイズ チャンネル生放送）

#### エキシビジョンバトル
- アキバストリート5 EXHIBITION（2018年10月9日、渋谷ストリームホール 一般財団法人映像と芸術の振興財団 MAF展 Anison Dance Festa）
- アキバストリート6 EXHIBITION（2019年4月27日、ニコニコ超会議 まるなげストリート）

#### トークショー
- 「アキストーーク！@神田明神納涼祭り（2017年8月13日、神田明神催務所 地下ホール）

### コラボレーション

#### コラボレーションカフェ
| 年     | 開催期間            | 場所                                                    | コラボ内容                                      |
| ------ | ------------------- | ------------------------------------------------------- | ----------------------------------------------- |
| 2018年 | 6月18日 - 7月1日    | カフェアサン                                            |                                                 |
| 2018年 | 10月12日 - 10月21日 | カフェアサン                                            | オタクたちのエンドレスエイト                    |
| 2019年 | 5月9日 - 5月19日    | カフェアサン                                            | ばくまつ!                                       |
| 2020年 | 10月31日 - 11月29日 | セガコラボカフェ秋葉原 4号館                            | セガコラボカフェ RAB(リアルアキバボーイズ)      |
| 2021年 | 2月8日 - 3月21日    | スイーツパラダイス ケーキショップヨドバシAkiba店        |                                                 |
| 2021年 | 10月15日 - 10月26日 | カフェアサン                                            | RAB 14th Anniversary Collaboration Cafe         |
| 2022年 | 1月8日 - 2月6日     | スイーツパラダイス タピオカ＆クレープショップ上野ABAB店 | THE REAL AKIBA BOYZ ONEMAN LIVE "THA X"         |
| 2022年 | 10月13日 - 10月30日 | カフェアサン                                            | RAB 15th Anniversary Collaboration Cafe in Asan |
| 2023年 | 7月13日 - 7月30日   | カフェアサン                                            | オタク達と夏祭り2023                            |

- オタクたちの エンドレスエイトコラボカフェトークショー (2018年10月17日、カフェアサン) 出演：マロン・ムラトミ・ 保坂(原作演出)
- オタクたちのばくまつ!コラボカフェトークショー (2019年5月12日、カフェアサン) 出演：涼宮あつき・DRAGON・2GOO・SHiNSUKE・保坂有希（脚本）・SKAJUN

#### GiGOコラボ
| 年     | 開催期間        | 場所 | コラボ内容 |
| ------ | --------------- | --- | --- |
| 2023年 | 3月31日‐4月16日 | - GiGO秋葉原1号 - GiGO秋葉原3号館 - GiGO秋葉原5号館 - GiGO 東京ドームシティ - GiGO ONLINE CRANE | SNS風アクリルキーホルダー GiGO5号館のみノベルティ付きドリンク |
| 2024年 | 4月20日‐5月6日  | - GiGO総本店 - GiGO秋葉原１号館 - GiGO秋葉原２号館 - GiGO秋葉原３号館 - GiGO秋葉原５号館 - GiGO東京ドームシティ - GiGO ONLINE CRANE                                                                                  | SNS風アクリルキーホルダー Vol.2 GiGO2号館のみノベルティ付きドリンク |
| 2024年 | 9月20日‐        | - GiGO仙台 - GiGO総本店 - GiGO池袋1号館 - GiGO池袋3号館 - GiGO渋谷 - GiGO秋葉原1号館 - GiGO秋葉原2号館 - GiGO秋葉原3号館 - GiGO秋葉原5号館 - GiGOささしま - GiGO難波 - GiGOあべの - GiGO福岡天神 - GiGO ONLINE CRANE | マスコットぬいぐるみ ノベルティ付きドリンク - GiGO仙台 - GiGO総本店 - GiGO池袋1号館 - GiGO池袋3号館 - GiGO渋谷 - GiGO秋葉原2号館 - GiGOささしま - GiGO難波 - GiGO福岡天神のみ |
| 2025年 | 4月4日‐5月11日  | - GiGO秋葉原1号館 - GiGO秋葉原2号館 - GiGO秋葉原3号館 - GiGO秋葉原5号館 - GiGO東京ドームシティ - GiGO ONLINE CRANE                                                                                                   | クリアマルチケース GiGO秋葉原2号店のみノベルティ付きドリンク |

#### コラボBAR
| 年     | 開催期間       | 場所 | コラボ内容 |
| ------ | -------------- | --- | ---------- |
| 2025年 | 5月15日‐6月1日 | BRITISH PUB HUB - HUB秋葉原店 - HUB池袋東口店 - HUB名古屋栄錦通り店 - HUB梅田茶屋町店 - HUB仙台名掛丁店 - HUB福岡大名店 |            |

#### その他
- RAB ESPICE TOUR 「Hello Hello Hello!!!」×ドン・キホーテコラボ[99]
  - 2022年5月21日、なんば千日前店
  - 2022年5月29日、栄本店
  - 2022年6月12日、秋葉原店
- 「ドン・キホーテ15周年記念&新メンバー龍加入記念 コラボイベント」[100]
  - 2022年11月20日、名古屋栄本店‐涼宮あつき・マロン・龍
  - 2022年11月26日、仙台駅西口本店‐DRAGON・ムラトミ・龍
  - 2022年12月4日、大阪新世界店‐とぅーし・ゾマやかじゃない!・龍
  - 2022年12月11日、秋葉原店‐涼宮あつき・マロン・龍

### その他
- 「KOBEぽっぷカルチャーフェスティバル 4th 1日目 STUDIO OO 夜は短し話せよRAB第10回 in 神戸ぽぷかる6時間生放送！」（2015年9月26日 神戸STUDIO"OO"）

- 「アニレゾ!! ～アニソンダンスバトル THE LIVE～」（2016年8月29日 、乃木坂スクエア）

- 「Real Akiba Beats!」発売記念トークショー（2022年3月26日、27日、アニメジャパン「ISARIBIブース」）
  - 3月26日‐涼宮あつき・DRAGON・とぅーし
  - 3月27日‐マロン・ネス・ゾマやかじゃない!

- 「Real Akiba Beats!」リリースイベント（2022年4月26日、エンタバアキバ by SHINSEIDO）[101]
- 「Real Akiba Beats!」発売記念イベント-トークライブ（2022年5月18日、AKIHABARAゲーマーズ本店 6F イベントスペース）[102]
- オタクのグッズ屋さん（2022年7月8日-18日、MAGNET by SHIBUYA109 JOL Collab Store 5F）[103]
- フォトブック発売記念展示会（2025年1月28日-2月2日、HIROSHIGE GALLERY）[104]

### ゲスト

#### 海外
- 「JAPAN EXPO PARIS 2014 [105]」（2014年7月2日 - 6日 フランス パリ ノール・ヴィルパント展示会場）
- 「C3AFA SINGAPORE 2015」（2015年11月27日・28日 シンガポール サンテック・シンガポール国際会議展示場）
- 「C3AFA SINGAPORE 2016[106]」（2016年11月25日 - 27日 シンガポール サンテック・シンガポール国際会議展示場）
- 「JAPAN EXPO THAILAND 2017[107]」 (2017年2月10日～12日 タイ セントラルワールドプラザ)
- 「C3AFA SINGAPORE 2017[108]」（2017年11月24日 - 26日 シンガポール サンテック・シンガポール国際会議展示場）
- 「BILIBILI MACRO LINK 2018[109]」（2018年7月20日 - 22日 中国 メルセデス・ベンツアリーナ）
- 「C3AFA SINGAPORE 2018[110]」（2018年11月30日 - 12月2日 シンガポール サンテック・シンガポール国際会議展示場）
- 「JAPAN EXPO PARIS 2019」(2019年7月4日 - 7日 フランス パリ ノール・ヴィルパント展示会場)
- 「BILIBILI MACRO LINK 2019[111]」（2019年7月19日 - 21日 中国 メルセデスベンツ・アリーナ）
- 「BILIBILI MACRO LINK 2019 Guangzhou[111]」（2019年12月7日 中国 広州宝能国際スポーツパフォーマンスセンター）
- 「BILIBILI POWER UP」（2020年1月18日 中国 上海東方体育中心）
- 「JAPAN EXPO PARIS 2020」(2020年7月2日 - 5日 フランス パリ ノール・ヴィルパント展示会場)  ※コロナウイルスの影響で開催中止
- 「BilibiliWorld 2020」（2020年8月7日 - 9日 中国 上海 中国博覧会展総合体）※LUMICAブースにリモート出演
- 「YouTube FanFest Live In Singapore」（2022年11月11日 シンガポール マリーナ・ベイ・サンズ）[112]
- 「アジアン・ポップ・カルチャーイベント『アニメフレンズ』」（2023年7月13日 - 16日 ブラジル アニェンビー国際展示場）[113]
- 日本×カンボジア　国交70周年イベント「KAWAII-CON in カンボジア」（2023年11月10日 - 12日 カンボジア） - RAB ESPICEのみ[114]
- 「BiliBili Macro Link 2024」（2024年7月13日‐14日　中国 上海）[115]
- 「アジアン・ポップ・カルチャーイベント『アニメフレンズ』」（2024年7月18日‐21日 ブラジル）‐けいたん、マロン、ネス、ゾマやかじゃない!のみ[116]
- 「ANIMENIA ABU DHABI 2024」（2024年10月23日‐27日 アラブ首長国連邦・アブダビ）‐ RAB ESPICEのみ[117]
- 「ANISAMA WORLD 2025 in TAOYUAN」（2025年5月24日 台湾・桃園会展中心）[118]

#### 国内
| 年      | 開催日            | イベント名 | 開催場所                                      | 概要 |
| ------- | ----------------- | --- | --------------------------------------------- | --- |
| 2007年  | 10月14日          | HAREM NIGHT | 獨協大学 体育館                               | |
| 2008年  | 5月17日           | ZAZA地下バトル | ZAZA                                          | |
| 2008年  | 12月4日           | ニコニコ大会議2008 | JCB HALL                                      | |
| 2010年  | 2月21日           | 戦国BASARA FES.2010 紅の陣、蒼の陣                                                                                       | パシフィコ横浜                                | |
| 2010年  | 8月7日            | Mou Maji Family | 新宿Ｍｓ                                      | |
| 2011年  | 8月21日           | 銀魂桜祭り2011 | 両国国技館                                    | お通ちゃん親衛隊ダンサーズで出演 |
| 2012年  | 6月14日           | 荒牧陽子 shuffle night 2012                                                                                              | Shibuya O-EAST                                | バックダンサー＆ＳＨＯＷ |
| 2012年  | 12月15日          | ハイブリッドフェスタ2012                                                                                                 | 豊田スタジアム 西イベント広場                 | |
| 2013年  | 7月21日           | DJ TOUR KOBE OPEN | 神戸国際展示場                                | |
| 2013年  | 8月3日            | a-nation JSDA presents DANCE ACROSS ORCHESTRA                                                                            | SHIBUYA-AX                                    | |
| 2013年  | 8月4日            | 富士山キッズダンスパーティat樹空の森                                                                                     | 富士山樹空の森                                | |
| 2013年  | 9月8日            | ライジンフェスティバル vol.1                                                                                             | アクトシティ浜松 第2展示イベントホール        | ※主催者側都合によりイベント中止 |
| 2013年  | 9月10日           | FS学コンフェステイバル2013                                                                                               | 札幌ドーム 地下2階インターセクション内        | 主催（株）北海道日本ハムファイターズ |
| 2014 年 | 2月15日           | Flash Memory 360゜vol.6 ～360度踊ってみたLIVE～                                                                          | 新宿FACE                                      | |
| 2014 年 | 4月26日           | ニコニコ超会議3 | 幕張メッセ                                    | |
| 2014 年 | 4月26日           | ニコニコ超パーティーIII                                                                                                  | 幕張メッセ                                    | |
| 2014 年 | 9月15日           | BT EXPRESS Vol.5 | 幸田町民会館さくらホール                      | |
| 2014 年 | 10月12日          | 秋フェス 2014秋 | ベルサール秋葉原                              | 涼宮あつき・ムラトミ・マロン出演 |
| 2014 年 | 11月16日          | AGESTOCK2014 in 両国国技館                                                                                               | 両国国技館                                    | |
| 2014 年 | 11月23日          | 男一揆Vol.3 | 新宿文化センター 大ホール                     | |
| 2014 年 | 12月7日           | クロ☆ヌマ | 北九州市黒崎商店街周辺                        | |
| 2014 年 | 12月16日          | 第4回AKB48紅白対抗歌合戦                                                                                                 | TOKYO DOME CITY HALL                          | シークレットパフォーマー出演 |
| 2015 年 | 1月10日           | 踊ってみたワークショップ RAB「ようかい体操第一」                                                                         | ニコニコ本社                                  | 涼宮あつき・ムラトミ・マロン出演 |
| 2015 年 | 1月18日           | ANI-CUBE 001 | Mt.RAINIER HALL SHIBUYA PLEASURE PLEASURE     | オーイシマサヨシ主催ライブ |
| 2015 年 | 1月26日           | 踊単DJ’s vs 修羅の国DJ’s Vol.3                                                                                           | 福岡selecta                                   | |
| 2015 年 | 2月15日           | KSEV北海道 | 札幌DUCE                                      | |
| 2015 年 | 4月5日            | 大島はるなBirthdayワンマンライブ                                                                                         | 初台DOORS                                     | |
| 2015 年 | 4月25日-26日      | ニコニコ超会議2015 | 幕張メッセ                                    | |
| 2015 年 | 7月20日           | ANI-CUBE 002 | 草月ホール                                    | オーイシマサヨシ主催ライブ |
| 2015 年 | 8月2日            | ニコニコ町会議2015 in高知県                                                                                              | 高知県 いの町 いの町民祭仁淀川まつり          | |
| 2015 年 | 8月20日           | EXIT TUNES ACADEMY | 日本武道館                                    | |
| 2015 年 | 9月5日            | 富山こすぷれフェスタ2015                                                                                                 | 富山市民プラザ                                | |
| 2015 年 | 9月12日           | ごちデス(ФωФ)！JAPAN TOUR                                                                                                | 赤坂BLITZ                                     | 岸田教団&THE明星ロケッツのボーカルichigo主催のライブイベント                                                                                 |
| 2015 年 | 9月21日           | さぶかるdeメディアドーム                                                                                                 | 北九州メディアドーム                          | |
| 2015 年 | 10月3日           | SUPER BREAK2 | 川崎CLUB CITTA                                | |
| 2015 年 | 10月25日          | ニコニコ超パーティ2015                                                                                                   | さいたまスーパーアリーナ                      | |
| 2015 年 | 11月15日          | ニコつくinサンリオピューロランド                                                                                         | サンリオピューロランド                        | メインステージ出演 |
| 2015 年 | 11月21日          | ANIMAX MUSIX YOKOHAMA | 横浜アリーナ                                  | |
| 2015 年 | 11月27日          | ANIME FESTIVAL ASIA SINGAPORE                                                                                            | サンテック・シンガポール国際会議展示場        | メインステージ出演 |
| 2016 年 | 2月27日           | ニコニコ踊ってみたフェス                                                                                                 | ディファ有明                                  | |
| 2016 年 | 4月29日-30日      | ニコニコ超会議2016 | 幕張メッセ                                    | |
| 2016 年 | 7月2日            | THE MUSIC DAY 夏のはじまり。                                                                                             | 日テレ大屋根広場 特設会場汐留ステージ         | 日本テレビで一部放送 |
| 2016 年 | 8月27日           | キリン一番搾り とれたてヒップホップ祭                                                                                    | キリン一番搾りガーデン 東京店                 | |
| 2016 年 | 9月4日            | リスアニ！ナイトVol.07                                                                                                   | LIQUIDROOM                                    | |
| 2016 年 | 9月22日           | DanceStageProject2016 | サンリオピューロランド                        | メインステージ出演 |
| 2016 年 | 10月9日           | 愛工大祭 | 愛知工業大学                                  | |
| 2016 年 | 10月22日          | 越華祭 | 埼玉医科大学                                  | |
| 2016 年 | 11月3日           | ニコニコ超パーティ2016                                                                                                   | さいたまスーパーアリーナ \|                   | |
| 2016 年 | 11月13日          | ニコニコ町会議全国ツアー in 水都大阪2016                                                                                 | 中之島公園                                    | |
| 2016 年 | 11月20日          | HANDS 40th Anniversary Live!!! 〜ここアキバ?いやいやブクロですライブ〜                                                   | 東急ハンズ池袋店                              | |
| 2017年  | 2月5日            | キネマアニソンスマッシュ!                                                                                                | 東京キネマ倶楽部                              | |
| 2017年  | 2月18日           | ウタカツ!ミーティング-volume004- 「#THEパーリー」                                                                        | 新木場StudioCoast                             | |
| 2017年  | 2月19日           | エナジーフェス | 岡崎中央総合公園総合体育館                    | |
| 2017年  | 3月26日           | Anime Japan 2017 | 東京ビッグサイト                              | bilibiliブース出演 |
| 2017年  | 4月29日-30日      | ニコニコ超会議2017 | 幕張メッセ                                    | |
| 2017年  | 5月5日            | 肉フェス TOKYO 2017 WONDERLAND                                                                                           | お台場肉フェス特設会場                        | |
| 2017年  | 5月29日           | アジアポップカルチャーフェスティバル                                                                                     | 大阪BIG CAT                                   | |
| 2017年  | 6月3日            | Dance statioN | 渋谷Rラウンジ                                 | |
| 2017年  | 7月1日            | Re:animation 10-Rave In 潮風公園                                                                                         | 潮風公園                                      | |
| 2017年  | 7月23日           | Re:animation Ex-tream 03                                                                                                 | TSUTAYA IKEBUKURO AK店                        | ムラトミ・DRAGON出演 |
| 2017年  | 8月12日           | リスアニ！PARK Vol.01 | STUDIO COATS                                  | |
| 2017年  | 8月26日           | アニカラ THE わ〜るど スペシャルステージ                                                                                 | さいたま新都心 けやきひろば                   | |
| 2017年  | 9月13日           | アニソンフィットネス×ニコニコ生放送「A-fit LIVE LESSON」#09                                                              | ニコニコ本社 イベントスペース                 | |
| 2017年  | 9月15日           | これぞ本店!ノースポート&6F全フロア開業記念 サープライズランドOPENイベント                                                | サードプラネット横浜本店                      | |
| 2017年  | 9月24日           | コス☆メン フェスティバル Vol.17 〜Once in a blue moon〜                                                                  | Zepp DiverCity                                | |
| 2017年  | 10月28日          | Re:animation Ex-tream04                                                                                                  | TSUTAYA IKEBUKURO AKビル店                    | |
| 2017年  | 11月3日           | ニコニコ超パーティー2017                                                                                                 | さいたまスーパーアリーナ                      | |
| 2017年  | 11月15日          | Xポイント〜ある日ライブハウスに入ったらそこは二次元かもしれない〜                                                        | 下北沢GARDEN                                  | ムラトミ・DRAGON出演 |
| 2017年  | 11月23日          | ANIMAX MUSIX DAMカラオケブース                                                                                           | 横浜アリーナ                                  | |
| 2018 年 | 1月8日            | スーパープレミアム肉フェス〜NEW YEAR ニクトーバーフェス〜                                                                | 大阪ドーム                                    | |
| 2018 年 | 2月12日           | 「けいたんと暴徒」2018 TALK&LIVE SHOW～公園で遊ぶ大人たちの公演～                                                        | 渋谷354倶楽部                                 | 出演：けいたん |
| 2018 年 | 3月17日           | ぐれかおすFES | 日本橋COCHLEA                                 | ムラトミ・DRAGON出演 |
| 2018 年 | 3月24 - 25日      | Anime Japan 2018 | 東京ビッグサイト                              | bilibiliブース出演 |
| 2018 年 | 3月26日           | i-STAR Fes.2018 in TOKYO                                                                                                 | 渋谷TSUTAYA O-EAST                            | |
| 2018 年 | 4月15日           | ODOTTEMITA ANNIVERSARY〜ありがとう!ディファ有明〜                                                                        | ディファ有明                                  | |
| 2018 年 | 4月22日           | あにゅパ!! DJパーティ | Grafica池袋                                   | |
| 2018 年 | 4月28 - 29日      | ニコニコ超会議2018 | 幕張メッセ                                    | |
| 2018 年 | 5月6日            | 肉フェス TOKYO 2018 | お台場特設会場(お台場青海地区P区画)           | |
| 2018 年 | 6月15日           | DJ ダイノジpresents ジャイアンナイト優勝博覧会〜ジャイアン生誕祭〜                                                       | 川崎CLUB CITTA                                | |
| 2018 年 | 6月17日           | リスアニ！PARK Vol.02 | 新木場STUDIO COAST                            | |
| 2018 年 | 6月22日           | ミオフェス2018〜東京編その3〜                                                                                            | 渋谷TSUTAYA O-EAST                            | |
| 2018 年 | 6月29日           | オノフェス | duo MUSIC EXCHANGE                            | |
| 2018 年 | 7月14日           | 筑前人 vol.10 | 小松川さくらホール                            | |
| 2018 年 | 7月15日           | Re:animation 12 | 桂川河川公園特設会場                          | |
| 2018 年 | 8月4日            | 松戸花火大会 in 2018 松戸市施行75周年記念 〜みんなであげる夢花火〜 アニソンLIVEステージ@松戸                             | 江戸川河川敷特設ステージ                      | |
| 2018 年 | 8月12日           | A+DF“Circuit Groove”round-2～SUMMER FES.2018～                                                                           | 渋谷 VUENOS                                   | ムラトミ・DRAGON出演 |
| 2018 年 | 8月25日           | Animelo Summer Live 2018 “OK!” けやき広場 カラオケDAMステージ                                                            | さいたまスーパーアリーナ けやきひろば         | |
| 2018 年 | 9月16日           | KSEV pt.12 北海道編-お久しぶり開催- in北海道!                                                                            | プラスティックシアター                        | |
| 2018 年 | 10月20日          | 渋谷コスプレナイト | 渋谷 duo MUSIC EXCHANGE                       | ムラトミ・DRAGON出演 |
| 2018 年 | 10月21日          | 相鉄ロックオンミュージック 2018                                                                                          | こども自然公園                                | |
| 2018 年 | 12月24日          | DANCE@PIECE 2018 GRANDPRIX                                                                                               | 新木場StudioCoast                             | |
| 2019 年 | 1月12日           | Re:animation 13 in ageHa                                                                                                 | 新木場StudioCoast                             | ムラトミ・DRAGON出演 |
| 2019 年 | 1月30日           | FLOW BEST LIVE in 日本武道館 2019 〜神祭り〜                                                                             | 日本武道館                                    | |
| 2019 年 | 3月23日           | Anime Japan 2019 | 東京ビッグサイト                              | bilibiliブース出演 |
| 2019 年 | 5月4-6日          | マチ☆アソビvol,22 | 徳島県徳島市club GRINDHOUSE                   | 4‐6日企業ブースマロン出展 4日DJ-NIGHTけいたん出演                                                                                            |
| 2019 年 | 4月27日-28日      | ニコニコ超会議2019 | 幕張メッセ                                    | |
| 2019 年 | 5月2日            | 肉フェスTOKYO 2019 | お台場特設会場(お台場青海地区P区画)           | |
| 2019 年 | 5月19日           | ライフガード×RAB コラボイベント                                                                                          | 秋葉原UDX                                     | |
| 2019 年 | 6月30日           | XXダブルクロス | KIMIKO DATE SPORTS STUDIO                     | 出演：マロン |
| 2019 年 | 7月27日           | 秋田県仙北市 たざわ湖・龍神まつり – ニコニコ町会議 全国ツアー2019                                                        | 秋田県仙台市                                  | 出演：けいたん |
| 2019 年 | 7月28日           | #コンパスフェス 街キャラバン2019 in高崎                                                                                  | ビエント高崎                                  | DRAGON・ネス(加入前)出演 |
| 2019 年 | 8月3日            | UDX夏祭り 2019 | 秋葉原UDX                                     | |
| 2019 年 | 8月4日            | アキバ大好き!祭り | ベルサール秋葉原                              | |
| 2019 年 | 8月24日           | JAPAN DANCE DELIGHT VOL.26 FINAL                                                                                         | パシフィコ横浜国立大ホール                    | |
| 2019 年 | 9月14日           | アニソン野外フェスタ2019                                                                                                 | 駒場公園                                      | 出演：けいたん |
| 2019 年 | 10月12日          | ＃コンパス シークレットフェス OSAKA                                                                                      | 梅田CLUB QUATTRO                              | DRAGON・ネス(加入前)出演 ※台風19号の影響で中止                                                                                               |
| 2019 年 | 10月14日          | 肉フェス さいたま新都心 2019                                                                                             | さいたま新都心 けやきひろば                   | 新メンバーオーディション最終選考 |
| 2019 年 | 10月19日          | 仙台アニメフェス2019 | 宮城県仙台市 夢メッセみやぎ                   | |
| 2019 年 | 10月20日          | 東北文化学園大学 文化学園祭2019                                                                                          | 宮城県仙台市 東北文化学園大学                 | 涼宮あつき・DRAGON・ムラトミ出演 |
| 2019 年 | 11月17日          | EGAO MUSIC FESTA2019 | 大森ベルポートアトリウム                      | |
| 2019 年 | 11月23日          | Masa Fes'19 | 代官山UNIT                                    | 二人目のジャイアン主催イベント |
| 2019 年 | 12月1日           | 踊ってみた発表会 | 宮前市民館大ホール                            | 出演：涼宮あつき |
| 2019 年 | 12月22日          | CYALUME DANCE WORLD BATTLE 2019 FINAL                                                                                    | 神田明神ホール                                | |
| 2019 年 | 12月28日          | AB-BOY PARK6 | 新宿LOFT                                      | |
| 2020年  | 1月13日           | ＃コンパス SECRET PARTY OSAKA                                                                                            | 梅田CLUB QUATTRO                              | 2019年10月12日の振替公演 |
| 2020年  | 1月25日-26日      | わくわくVTuber広場 | 渋谷モディ2F                                  | 25日涼宮あつき・ネス 26日マロン、ネス |
| 2020年  | 2月11日           | アニバオーサカ | Zepp Namba                                    | MBS主催 アニソンライブ&ダンスバトル |
| 2020年  | 2月23日           | ダンマスワールド～ReBirth the Dance World～                                                                              | EX THEATER ROPPONGI                           | |
| 2020年  | 2月24日           | FLOW 超会議 2020 〜アニメ縛りリターンズ〜                                                                                | 幕張メッセ                                    | |
| 2020年  | 2月29日           | インターネットから音楽革命 TOUR2020                                                                                      | 代官山 LOOP                                   | コロナウイルスの影響で出演辞退 |
| 2020年  | 3月1日            | Clover Quartet | 表参道GROUND                                  | コロナウイルスの影響で開催中止 |
| 2020年  | 3月21 - 24日      | Anime Japan 2020 | 東京ビッグサイト                              | コロナウイルスの影響で開催中止 |
| 2020年  | 4月18-19日        | ニコニコ超会議2020 | 幕張メッセ                                    | コロナウイルスの影響で開催中止 |
| 2020年  | 8月10日           | ダンマスワールド2 | Zepp Tokyo                                    | RABナンバー（DRAGON・マロン・とぅーし） |
| 2020年  | 8月13 - 14日      | TOKYO SAKE FESTIVAL | 新宿住友ビル三角広場                          | |
| 2020年  | 12月13日          | アニバオーサカ | ZeppOsakaBayside                              | |
| 2020年  | 12月26日          | アキバ大好き祭り R4G presents 「OTA-FUKU」ステージ                                                                       | ベルサール秋葉原                              | 出演：RAB ESPICE |
| 2021年  | 1月17日           | EGAO MUSIC FESTA 2021 | きゅりあん 大ホール                           | コロナウイルスの影響で延期 |
| 2021年  | 2月12日           | スカイピース ファンクラブ限定ツアー「SSS 2020-2021」                                                                     | TK Zepp YOKOHAMA                              | シークレットゲスト |
| 2021年  | 3月18日‐3月21日   | 劇団GAIA_crew 第16回本公演 「ワンダー・オーヴァー・レインボウ」                                                          | シアターグリーン                              | 出演：ゾマやかじゃない! |
| 2021年  | 9月23日           | ダンマスワールド3 | 品川ステラボール                              | |
| 2021年  | 9月18日           | ナガノアニエラフェスタ 2020 to 2021                                                                                      | 長野県 駒場公園                               | |
| 2021年  | 9月19日           | WHAT’SON FES ’21 | 河口湖ステラシアター                          | SLH主催音楽フェス |
| 2021年  | 11月13日          | Bリーグ 「島根スサノオマジック vs A東京」                                                                                | 松江市総合体育館                              | ハーフタイムショー |
| 2021年  | 11月21日          | MASA Fes '21 | 新宿ReNy                                      | |
| 2021年  | 11月22日          | アニレヴ2021 in チームスマイル 豊洲PIT                                                                                   | チームスマイル 豊洲PIT                        | DAY1ゲスト |
| 2021年  | 11月23日‐28日     | MEAT meets MUSIC フェス SAITAMA 2021                                                                                     | さいたまスーパーアリーナ                      | 23日“PARTY”ステージ出演 25日 “DANCE BATTLE”ステージ 主催：涼宮あつき ジャッジ：RAB ESPICE 26日“ANISONG&NET CULTURE SONG”ステージ出演：DRAGON |
| 2021年  | 12月15日          | 「秋葉原」を繋ぐ企業交流会 「アキバヤバイ カウントダウンパーティ vol6」2021年末特番スペシャルエディション                | 神田明神ホール                                | |
| 2021年  | 12月18日          | Fantastic☆connection2021                                                                                                 | Maker's Pier                                  | |
| 2021年  | 12月19日          | ＃コンパスフェス 5th Anniversary 」                                                                                      | AICHI SKY EXPO                                | 出演：DRAGON、ネス、とぅーし、ゾマやかじゃない!                                                                                              |
| 2022年  | 2月23日           | ODOROYO | KT Zepp Yokohama                              | 出演：マロン、DRAGON、ムラトミ、ネス、とぅーし                                                                                               |
| 2022年  | 2月27日           | RESPECT FOR GEEKS vol.1                                                                                                  | 渋谷WOMB                                      | 出演：けいたん、ネス |
| 2022年  | 3月2日‐3月6日     | DREAM TELLER〜Fate to Re:A〜                                                                                             | 新宿村LIVE                                    | 出演：ゾマやかじゃない! |
| 2022年  | 4月3日            | WORLD OF DANCE JAPAN REGIONAL 2022                                                                                       | 神奈川 CLUB CITTA’                            | |
| 2022年  | 4月13日           | HiJump!! SP | 品川グランドホール                            | 出演：ネス |
| 2022年  | 7月17日           | 西原町Dリーグ さわりんダンスコンテスト                                                                                   | 西原さわふじマルシェ                          | 出演：とぅーし |
| 2022年  | 7月18日           | ANISON OVERDOSE | Live&CommunitySpace「SOUNDS GOOD」            | 出演：とぅーし |
| 2022年  | 7月23日           | Zaiko Presents Future Notes Fes ANNIVERSARY LIVE                                                                         | 横浜みなとみらいブロンテ                      | 出演：涼宮あつき、マロン、ネス、ゾマやかじゃない!                                                                                            |
| 2022年  | 7月31日           | ダンマスワールド4 | KT Zepp Yokohama                              | 出演：ネス |
| 2022年  | 8月7日            | ＃コンパス 街キャラバン2022                                                                                              | イオンモール広島祇園                          | 出演：DRAGON、ネス |
| 2022年  | 8月18日‐22日      | SEPT A Story of ReAnimation: ReverSing                                                                                   | スペース・ゼロ                                | 出演：ゾマやかじゃない! |
| 2022年  | 8月21日           | RESPECT FOR GEEKS vol2 powered by R4G                                                                                    | WOMB                                          | 出演：ネス |
| 2022年  | ８月27日          | Animelo Summer Live 2022 -Sparkle-                                                                                       | さいたまスーパーアリーナ                      | |
| 2022年  | 8月30日           | 爆裂夏祭り2022 | 中野サンプラザ                                | 出演：涼宮あつき、マロン、DRAGON、ムラトミ、ネス、ゾマやかじゃない!、とぅーし                                                                |
| 2022年  | 9月6日            | 黒フェス2022〜白黒歌合戦〜                                                                                               | 豊洲 PIT                                      | |
| 2022年  | 9月11日           | R4GのおたくのWA スペシャルイベント                                                                                       | from scratch                                  | 1部：涼宮あつき、とぅーし出演 2部：マロン、ムラトミ                                                                                          |
| 2022年  | 9月17日           | アニエラフェスタ | 佐久市駒場公園                                | |
| 2022年  | 10月14日          | ZEST×GENIUS「RE:VS」～SEPT ReverSing Spin-off after live～                                                               | duo MUSIC EXCHANGE                            | 出演：ゾマやかじゃない! |
| 2022年  | 10月15日          | MIKU BREAK ver.1.1 | なんばHatch                                   | |
| 2022年  | 10月16日          | ニコニコ超パーティー2022                                                                                                 | さいたまスーパーアリーナ                      | |
| 2022年  | 10月21日          | KoRocK結成20周年記念LIVE TOUR「ミソジデハタチ」                                                                          | 新宿FACE                                      | 出演：涼宮あつき、マロン、ネス、ゾマやかじゃない!、とぅーし                                                                                  |
| 2022年  | 12月3日           | #コンパスフェス 6th ANNIVERSARY                                                                                          | 幕張メッセ                                    | 出演：DRAGON、ネス |
| 2022年  | 12月11日          | RESPECT FOR GEEKS vol.3 powered by R4G 1st Anniversary!! メギークリスマス!!                                              | WOMB                                          | 出演：RAB ESPICE |
| 2022年  | 12月17日          | 「ジャンプフェスタ’23」                                                                                                  | 幕張メッセ                                    | 出演：涼宮あつき、マロン |
| 2023年  | 1月15日           | かば＜MEGA＞NIGHT!!!〜7周年オールスター大感謝祭〜                                                                        | duo MUSIC EXCHANGE                            | 出演：ネス |
| 2023年  | 1月22日           | 新宿は俺の庭 vol.1 | iP TOKYO                                      | 出演：ネス |
| 2023年  | 4月8日            | ××× party | 渋谷 Studio freedom                           | 出演：ネス |
| 2023年  | 4月9日            | RESPECT FOR GEEKS vol.4                                                                                                  | 渋谷WOMB                                      | 出演：ネス、けいたん |
| 2023年  | 4月29日 -30日     | ニコニコ超会議2023 | 幕張メッセ                                    | |
| 2023年  | 5月4日            | 肉フェス 2023 Theカーニバル TOKYO【ネットカルチャーDAY】                                                                 | お台場特設会場                                | 出演：RAB ESPICE、龍 |
| 2023年  | 5月5日            | 肉フェス 2023 Theカーニバル TOKYO【アニメ＆アニソンDAY】                                                                 | お台場特設会場                                | 出演：RAB ROOTS |
| 2023年  | 5月14日           | 劇場版 R4G×REAL AKIBA BOYZ おたくのWA #オタクのトークショー                                                              | 秋葉原トークライブ BAR from scratch           | 出演：けいたん、ムラトミ、とぅーし、ゾマやかじゃない!、龍                                                                                    |
| 2023年  | 6月17日           | #コンパス 街キャラバン2023                                                                                               | 札幌市北３条広場 (アカプラ)                   | 出演：DRAGON、ネス |
| 2023年  | 6月22日           | 踊れる！アニソンDJイベント！アニソンディスコ～とびっきりの中野サブカル超決戦～                                           | 中野サンプラザ                                | |
| 2023年  | 6月23日           | #リスアニ ！ナイト | 新宿LOFT                                      | 出演：けいたん |
| 2023年  | 7月1日            | FLOW 20th ANNIVERSARY SPECIAL LIVE 2023 ～アニメ縛りフェスティバル～                                                     | 幕張メッセ国際展示場                          | |
| 2023年  | 7月30日           | バーチャルマーケット2023リアルinアキバ アキバど真ん中！ VketRealアニソン縛りDJ＆ライブ！！ ～牛丼を添えて～              | ベルサール秋葉原                              | 出演：RAB ROOTS |
| 2023年  | 8月5日            | 夏葉原 アキバ大好き！祭り2023                                                                                            | ベルサール秋葉原                              | |
| 2023年  | 8月23日           | MIKU BREAK ver.2.0 | Spotify O-EAST                                | 出演：龍 |
| 2023年  | 8月26日           | アニサマ2023 けやきひろば 「アニサマAXELステージ」 『二次元領域拡大通信アニソンDJステージ×ISARIBI/METEORA st.!!』        | さいたまスーパーアリーナ                      | 出演：RAB ESPICE |
| 2023年  | 9月1日            | MIRAI STAGE～外伝～ | 池袋harevutai                                 | 出演：涼宮あつき、ネス |
| 2023年  | 9月23日           | colutte Presents Future Notes SPECIAL                                                                                    | 神田明神ホール                                | 出演：RAB ESPICE |
| 2023年  | 10月14日          | METEORA st. 2nd Anniversary FES”METEORA MUSIC FESTIVAL”                                                                  | 竹芝ニューピアホール                          | 出演：RAB ROOTS、RAB ESPICE |
| 2023年  | 10月28日          | マチ☆アソビDJ-NIGHT 2023秋                                                                                               | club GRINDHOUSE                               | 出演：ネス |
| 2023年  | 10月29日          | チロルフェス2023 | アキバ・スクエア                              | 出演：涼宮あつき、マロン、ムラトミ、ネス、とぅーし                                                                                           |
| 2023年  | 12月17日          | METEORA ANTHEM FES. Vol.01                                                                                               | WOMB                                          | |
| 2023年  | 12月23日          | #コンパスフェス 7th ANNIVERSARY                                                                                          | 幕張メッセ                                    | 出演：DRAGON、ネス、とぅーし、ゾマやかじゃない!                                                                                              |
| 2024年  | 1月27日           | 東京eスポーツフェスタ2024                                                                                                | 東京ビッグサイト                              | |
| 2024年  | 1月31日           | マンガダイブ『【推しの子】』スーパー・イマーシブライブ × REAL AKIBA BOYZ 激【推し】応援ライブ！                          | 室町三井ホール&カンファレンス                 | 出演：涼宮あつき・DRAGON・ムラトミ・マロン・龍                                                                                               |
| 2024年  | 2月20日 - 2月21日 | －アラジン－ ＴＨＥ ＢＡＬＬＥＴ ＳＨＯＷ                                                                                | かつしかシンフォニーヒルズ モーツァルトホール | 出演：涼宮あつき、DRAGON |
| 2024年  | 3月2日            | 「オーイシ武道館 ～オーイシマサヨシ ワンマンライブ at 日本武道館～」                                                     | 日本武道館                                    | |
| 2024年  | 3月12日           | SEPT the 10th anniversary Live『ZEST2024』                                                                               | Zepp Shinjuku                                 | 出演：ゾマやかじゃない! |
| 2024年  | 3月15日           | 前田佳織里 1st fan meeting talk & mini live 2024                                                                         | duo MUSIC EXCHANGE                            | 出演：RAB ESPICE |
| 2024年  | 3月16日           | 福原香織の、のんびり（？）トークショー。2024                                                                             | 渋谷LOFT9                                     | 出演：ムラトミ |
| 2024年  | 3月17日           | V-REAK!! | 渋谷WOMB                                      | 出演：ネス |
| 2024年  | 4月25日           | St.ERA vol.1 | 秋葉原BAR from Scratch                        | 出演：とぅーし（歌唱で出演） |
| 2024年  | 4月27日-28日      | ニコニコ超会議2024 | 幕張メッセ                                    | |
| 2024年  | 4月29日           | 肉フェス 2024 Worldセレクション TOKYO「アニソン＆アキバカルチャーDAY」                                                   | お台場特設会場                                | |
| 2024年  | 6月20日           | St.ERA vol.３ | 秋葉原 from scratch                           | 出演：とぅーし（歌唱で出演） |
| 2024年  | 6月22日           | アニレヴ Fever!!!!! | GARDEN新木場FACTORY                           | |
| 2024年  | 6月29日           | FLOW THE FESTIVAL 2024                                                                                                   | ぴあアリーナMM                                | |
| 2024年  | 7月20日           | St.ERA vol.4 Spesial | 東京キネマ倶楽部                              | 出演：とぅーし（歌唱で出演） |
| 2024年  | 7月28日           | #コンパス夏フェスin愛知                                                                                                  | Aichi Sky Expo(愛知県国際展示場) ホールD      | 出演：DRAGON |
| 2024年  | 8月4日            | VketReal2024 Summer スペシャルステージ！                                                                                 | Shibuya Sakura Stage                          | 出演：涼宮あつき、マロン |
| 2024年  | 8月4日            | METEORA ANTHEM FES vol.2                                                                                                 | 渋谷WOMB                                      | |
| 2024年  | 8月12日           | としまビールフェス | 池袋西口公園「グローバルリング」              | 出演：けいたん、ネス |
| 2024年  | 8月14日           | シンセレSUMMER FESTIVAL2024                                                                                              | お台場R地区 特設ステージ                      | 出演：涼宮あつき、DRAGON、マロン、ムラトミ、ネス、ゾマやかじゃない!,龍                                                                       |
| 2024年  | 8月22日           | St.ERA vol.5 | from Scratch 秋葉原                           | 出演：とぅーし（歌唱で出演） |
| 2024年  | 8月30日           | Animelo Summer Live 2024 -Stargazer-                                                                                     | さいたまスーパーアリーナ                      | サポートアーティスト |
| 2024年  | 8月31日           | 池袋は俺の庭 | harevutai                                     | 出演：ネス |
| 2024年  | 9月20日           | Advertising Week Asia 2024                                                                                               | 東京アメリカンクラブ                          | 出演：けいたん |
| 2024年  | 9月27日           | DANCERA vol.1 | from Scratch 秋葉原                           | 出演：ネス |
| 2024年  | 10月19日‐20日     | Anime Choreography Legend                                                                                                | ソニックシティー大ホール                      | 出演：けいたん |
| 2024年  | 10月27日          | KOSÉ BREAKING FES | Shibuya Sakura Stage                          | 出演：涼宮あつき、マロン、DRAGON |
| 2024年  | 10月30日          | PARANOIVE ver.2024 | GOTANDA G+                                    | 出演：マロン、ゾマやかじゃない! |
| 2024年  | 10月31日          | st.ERA vol.6 - Happy Halloween -                                                                                         | from Scratch 秋葉原                           | 出演：とぅーし（歌唱で出演） |
| 2024年  | 11月2日           | HOOK THE RAW 2024 | Harevutai                                     | 出演：DRAGON |
| 2024年  | 11月5日           | Seven.5 Special | 神奈川 CLUB CITTA’                            | 出演：涼宮あつき、マロン、DRAGON、ムラトミ、ネス、とぅーし                                                                                   |
| 2024年  | 11月26日          | REAL AKIBA BAND 1stワンマンライブ 「Keep on groovin'」                                                                   | 代官山UNiT                                    | 出演：とぅーし（歌唱で出演）、DRAGON（Salt Communication）、ムラトミ（Salt Communication）                                                   |
| 2024年  | 11月29日          | DANCERA vol.2 | from Scratch 秋葉原                           | 出演：ネス |
| 2024年  | 12月７日          | ゲームな控え室 | ラフォーレミュージアム原宿                    | 出演：ゾマやかじゃない! |
| 2024年  | 12月11日          | YouTube FanFest Japan 2024                                                                                               | 幕張メッセ                                    | 出演：涼宮あつき、DRAGON、マロン、ムラトミ、ネス、ゾマやかじゃない!、龍                                                                      |
| 2024年  | 12月14日          | #コンパスフェス 8th ANNIVERSARY                                                                                          | 幕張メッセ                                    | 出演：DRAGON、ネス、ゾマやかじゃない!、龍 |
| 2024年  | 12月15日          | REAL AKIBA BOYZ ネス ダンス&トーク                                                                                       | 石川県立図書館                                | 出演：ネス |
| 2024年  | 12月26日          | st.ERA vol.7 | from Scratch 秋葉原                           | 出演：とぅーし（歌唱で出演） |
| 2025年  | 1月24日           | DANCERA vol.3 | from Scratch 秋葉原                           | 出演：ネス |
| 2025年  | 1月24日           | 超秋葉原 -Real Akiba dj party-                                                                                           | IV AKIHABARA                                  | 出演：けいたん、ネス、ゾ（ゾマやかじゃない!）                                                                                                |
| 2025年  | 1月28日           | あれ？ぼくまたなんかやっちゃいました？                                                                                   | IV AKIHABARA                                  | 出演：ネス |
| 2025年  | 2月4日            | J-POWER presents「エレクトリックレッスン」                                                                               | 池袋harevutai                                 | 出演：涼宮あつき |
| 2025年  | 2月10日           | バレンタインは俺の庭 | 六本木マハラジャ                              | 出演：ネス |
| 2025年  | 2月23日           | st.ERA anthem | WOMB                                          | 出演：とぅーし（歌唱で出演） |
| 2025年  | 2月25日           | あれ？ぼくまたなんかやっちゃいました？                                                                                   | IV AKIHABARA                                  | 出演：ネス |
| 2025年  | 3月2日            | 踊る、マルノウチ。つながる、ブレイキン。                                                                                 | KITTE丸の内                                   | 出演：涼宮あつき |
| 2025年  | 3月15日           | ファンのみんなで喜矢武さんの40歳の誕生日を祝っちゃおうよパーティー〜生バンドカラオケ大会＆喜矢武さんの日常を観察する会〜 | Zepp DiverCity                                | 出演：涼宮あつき、マロン、DRAGON、ムラトミ、けいたん、ゾマやかじゃない!                                                                      |
| 2025年  | 3月25日           | あれ？ぼくまたなんかやっちゃいました？                                                                                   | IV AKIHABARA                                  | 出演：ネス |
| 2025年  | 3月28日           | DANCERA vol.4 | fromScratch 秋葉原                            | 出演：マロン、ネス |
| 2025年  | 4月18日           | FUNKIST 25th Pride of Lions tour 2000-2025【2013-2025】                                                                  | HEAVEN’S ROCKさいたま新都心 VJ-3              | 出演：とぅーし |
| 2025年  | 4月19日           | マイナビHIGH SCHOOL DANCE COMPETITION                                                                                    | 両国国技館                                    | 出演：龍 |
| 2025年  | 4月24日           | st.ERA vol.8 | 渋谷LUSH                                      | 出演：とぅーし（歌唱で出演） |
| 2025年  | 4月26日-27日      | ニコニコ超会議2025 | 幕張メッセ                                    | |
| 2025年  | 4月27日           | あれ？ぼくまたなんかやっちゃいました？超打ち上げSP!!                                                                     | IV AKIHABARA                                  | 出演：けいたん、ネス |
| 2025年  | 4月29日           | 肉フェス2025お台場【4月29日(火祝)アニソン＆アキバカルチャーDAY】                                                         | お台場特設会場                                | |
| 2025年  | 5月3日            | 肉フェス2025お台場 【5月3日(土)A-CULTURE MUSIC RAVE powered by 全芸連】                                                  | お台場特設会場                                | 出演：龍 |
| 2025年  | 5月5日            | 肉フェス2025お台場【5月5日（月祝）Dance to MEAT you】                                                                    | お台場特設会場                                | 出演：RAB ESPICE |
| 2025年  | 5月6日            | 肉フェス2025お台場【5月6日(火祝) NIKU ROCK FES】                                                                         | お台場特設会場                                | 出演：ネス、ゾマやかじゃない! |
| 2025年  | 5月7日            | Z-vibe | KT Zepp Yokohama                              | 出演：RAB ESPICE |
| 2025年  | 5月11日           | IV AKIHABARA GRAND OPEN                                                                                                  | IV AKIHABARA                                  | 出演：けいたん |
| 2025年  | 5月18日           | IV AKIHABARA GRAND OPEN                                                                                                  | IV AKIHABARA                                  | 出演：ネス |
| 2025年  | 5月27日           | あれ？ぼくまたなんかやっちゃいました？                                                                                   | IV AKIHABARA                                  | 出演：ネス、龍 |
| 2025年  | 5月29日           | ホカリスケナイト Vol.01                                                                                                  | LUSH - SHIBUYA LIVE MUSIC CLUB-               | 出演：とぅーし（歌唱で出演） |
| 2025年  | 5月31日           | FLOW THE FESTIVAL 2025 決起集会 AKIHABARA                                                                                | IV AKIHABARA                                  | 出演：けいたん、ネス |
| 2025年  | 6月13日           | 赤羽ReNY alpha 6th anniversary「赤羽騒奏」                                                                               | 赤羽ReNY alpha                                | 出演：とぅーし（歌唱で出演） |
| 2025年  | 6月15日           | FLOW THE FESTIVAL 2025                                                                                                   | ぴあアリーナMM                                | |
| 2025年  | 6月21日           | ちゃやまち推しフェスティバル2025                                                                                         | 常翔ホール                                    | 出演：DRAGON、ムラトミ、マロン、龍 |
| 2025年  | 6月22日           | GiGO EXPO ZERO | ベルサール秋葉原                              | 出演：涼宮あつき、マロン、DRAGON、ムラトミ、けいたん、龍                                                                                     |
| 2025年  | 6月24日           | あれ？ぼくまたなんかやっちゃいました？                                                                                   | IV AKIHABARA                                  | 出演：ネス |
| 2025年  | 6月26日           | st.ERA vol.9 | 渋谷LUSH                                      | 出演：とぅーし（歌唱で出演） |
| 2025年  | 6月27日           | DANCERA vol.5 | yokohama mint hall                            | 出演：ネス |
| 2025年  | 7月5日            | Ultra acosta! | 池袋サンシャインシティ                        | |
| 2025年  | 7月13日           | #コンパスフェス 街キャラバン2025                                                                                         | インテックス大阪                              | 出演：DRAGON、ネス |
| 2025年  | 7月20日           | SANYO 大工の源さん “鬼祭り”                                                                                              | 神田明神ホール                                | 出演：涼宮あつき、DRAGON、ムラトミ、とぅーし、龍                                                                                             |
| 2025年  | 7月30日           | あれ？ぼくまたなんかやっちゃいました？                                                                                   | IV AKIHABARA                                  | 出演：ネス、龍 |
| 2025年  | 8月16日           | ××× party vol.3 ~SUMMER EDITION~                                                                                         | 横浜YTJホール                                 | 出演：ネス |
| 2025年  | 8月22日           | DANCERA vol.6 | yokohama mint hall                            | 出演：ネス |
| 2025年  | 8月23日           | あきばっか〜のエキシビジョン                                                                                             | duo MUSIC EXCHANGE                            | 出演：龍 |
| 2025年  | 8月28日           | st.ERA vol.10 | 渋谷LUSH                                      | 出演：とぅーし（歌唱で出演） |
| 2025年  | 8月31日           | Animelo Summer Live 2025 “ThanXX!”                                                                                       | さいたまスーパーアリーナ                      | |
| 2025年  | 9月28日           | オーイシSSA ～オーイシマサヨシ ワンマンライブ at さいたまスーパーアリーナ～ Day2                                         | さいたまスーパーアリーナ                      | |
| 2025年  | 10月18日          | 20th渋谷音楽祭2025 〜渋谷『超』文化祭 Culture meets Culture!〜                                                           | LINE CUBE SHIBUYA                             | |

## 出演

### テレビ番組
- スター☆ドラフト会議（2011年5月30日、日本テレビ）-不定期出演
- アニレゾ!!〜勝ち抜きアニソンダンスバトル!!〜（2016年4月1日 -2016年9月30日 、TOKYO MX）[119]
- アニレゾ!!～アニソン神ガー応援し隊!!～（2016年10月7日-2016年12月23日、　TOKYO MX)[120]
- アニ☆ステ（2017年4月6日 - 、TOKYO MX）
- 「リアルアキバボーイズ日本武道館 -レペゼン秋葉原-」一挙見スペシャル- ぼくら自身が振り返る10月4日のあの奇跡 -（2025年2月23日、チャンネルNECO）
- ラヴィット！（2025年2月25日、TBS）
- 「リアルアキバボーイズ日本武道館 -レペゼン秋葉原-」（2025年2月28日、チャンネルNECO）

### CM
- mora ～WALKMAN®公式ミュージックストア～ アニソンはmora「シルエット篇」「バックライト篇」[121]（2016年07月29日～）
- このアニソンで踊りたい〜アニソン・ダンス・クラシックス 30+〜 （2017年10月7日- ）
- 着るタイプのあさココTシャツ ホロライブプロダクション（2020年6月1日）
- 本格タワーディフェンスRPG「千年戦争アイギス」アイドルイベント WEB CM（2023年1月14日）[122]
- ポケモンカード151（2023年6月23日）出演：龍[123]
- Nintendo Switch™対応新型コントローラー「EVOTOP」「ゲームのほしい！がみんな入ってる！」篇（2025年4月8日-）出演：龍[124]

### ネット配信

#### 番組
| 年      | 配信日                  | タイトル                                                                                       | 配信媒体                                                                | 概要                                         |
| ------- | ----------------------- | ---------------------------------------------------------------------------------------------- | ----------------------------------------------------------------------- | -------------------------------------------- |
| 2012年  | 10月1日 - 12月17日      | 自宅警備が放送始めちゃいました〜RABのラブガード！〜                                            | ＠TV                                                                    |                                              |
| 2015年  | 5月15日 - 2016年8月11日 | 夜は短し話せよRAB                                                                              | ニコニコチャンネル RAB(リアルアキバボーイズ)チャンネル）                | 第1回～第33回。第1回～第4回は正式名称無し    |
| 2016年  | 9月8日‐ 2018年5月18日   | 夜は短し話せよRAB EX                                                                           | ニコニコチャンネル RAB(リアルアキバボーイズ)チャンネル                  | 第1回～第36回                                |
| 2018年  | 6月8日‐                 | 夜は短し話せよRAB スーパーEX                                                                   | ニコニコチャンネル RAB(リアルアキバボーイズ）チャンネル                 | 第37回～                                     |
| 2020年  | 5月23日                 | もっとみんなで 夜は短し話せよRAB スーパーEX                                                    | ニコニコチャンネル RAB(リアルアキバボーイズ)チャンネル 会員限定有料配信 |                                              |
| 2020年  | 5月23日                 | キラめけ！聖RAG女学院!!!                                                                       | fanicon RAB製作委員会 会員限定有料配信                                  |                                              |
| 2020年  | 8月16日                 | #コンパス フェス うちキャラバン                                                                | ニコニコ生放送                                                          |                                              |
| 2020年  | 9月21日                 | とぅーし、初めての誕生日パーティを祝うってよ。これがRABだ                                      | 配信限定イベント                                                        |                                              |
| 2020年  | 9月21日                 | とぅGETHER                                                                                     | 配信限定イベント                                                        |                                              |
| 2020年  | 10月14日                | REAL AKIBA BOYZ OCTOBER ANIVERSARY.「新メンバー加入1周年」                                     |                                                                         |                                              |
| 2020年  | 10月15日                | リアルアキバボーイズ13周年配信イベント！ 1部：「RAB踊ってみた総選挙」 2部：「RAB HOMECOMING!」 | 1部：YouTubeメンバーシップ限定配信 2部：ツイキャスプレミア配信          |                                              |
| 2020年  | 10月30日                | HAPPYゾマWeeN -ゾマやかトークイベント-                                                         | ツイキャスプレミア配信                                                  | 出演：ゾマやかじゃない!                      |
| 2020年  | 11月26日                | RAB舞台「オタクノシゴト」初日ディレイ配信                                                      | ツイキャスプレミア配信                                                  |                                              |
| 2020年  | 11月30日                | あつドラムラバースデー2020                                                                     | ツイキャスプレミア配信                                                  |                                              |
| 2020年  | 12月25日1月13日         | ゾマトークショー「RAB研究発表会＆メリークリスやか！」                                          | ツイキャスプレミア配信                                                  | 出演：ゾマやかじゃない! ※2021年1月13日に延期 |
| 2021年  | 1月18日                 | 1部：RAB新年会2021 RAB theory of evolution 2部：おめやかじゃん！！                             | ツイキャスプレミア配信                                                  |                                              |
| 2021年  | 1月30日                 | RAB大会議                                                                                      | YouTubeメンバーシップ限定配信                                           |                                              |
| 2021年  | 1月30日                 | ネス生誕配信イベント「ネスをウザさMAXで祝ってみた」                                            | ツイキャスプレミア配信                                                  |                                              |
| 2021年  | 2月10日                 | むらとぅしにほえろ！                                                                           | ツイキャスプレミア配信                                                  | 出演：ムラトミ、とぅーし                     |
| 2021年  | 2月15日                 | RABのバレンタイン                                                                              | fanicon RAB製作委員会 会員限定有料配信                                  |                                              |
| 2021年  | 2月15日                 | リアルアキバボーイズ2055                                                                       | ツイキャスプレミア配信                                                  |                                              |
| 2021年  | 2月27日                 | RAB ESPICE 2021 1st単独イベント 「ESPICE and Wolf」                                            | ツイキャスプレミア配信                                                  | 出演：RAB ESPICE                             |
| 2021年  | 5月11日                 | ゾマやかじゃない！トークイベント ｢おいでよ！ゾマやかん家！｣                                    | ツイキャスプレミア配信                                                  | 出演：ゾマやかじゃない!、たきび（datto）     |
| 2021年  | 6月28日                 | ゾマトークイベント 「ゾマやか結婚するってよ！」                                                | ツイキャスプレミア配信                                                  | 出演：ゾマやかじゃない!、ザカルト            |
| 2021年  | 12月10日                | やわキャン△                                                                                    | ツイキャスプレミア配信                                                  | 出演：マロン、とぅーし                       |
| 2022年  | 2月20日                 | ゾマトークイベント 「鬼は外、福は内、ゾマは横」                                                | ツイキャスプレミア配信                                                  | 出演：ゾマやかじゃない!                      |
| 2022年  | 3月27日                 | むらとぅしにほえろ！vol.2                                                                      | ツイキャスプレミア配信                                                  | 出演：ムラトミ、とぅーし                     |
| 2022年  | 6月26日                 | ゾマトークショー「ゾマやかハネムーン行くってよ！」                                             | ツイキャスプレミア配信                                                  | 出演：ゾマやかじゃない!、ザカルト            |
| 2022年  | 8月31日                 | ゾマトークショー「Zommer Vacation Final -僕とみんなの夏休み-」                                 | fanicon 有料配信                                                        | 出演：ゾマやかじゃない!、ザカルト            |
| 2022年  | 12月23日                | ゾマトークショー「ゾマのパニック年忘れ!」                                                      | ツイキャスプレミア配信                                                  | 出演：ゾマやかじゃない!                      |
| 2023年  | 2月3日                  | ゾマトークショー「WELCOME! HOME PARTY!」                                                       | ツイキャスプレミア配信                                                  | 出演：ゾマやかじゃない!                      |
| 2023年  | 2月26日                 | たこ焼きまさし 2023年 春                                                                       | ツイキャスプレミア配信                                                  | 出演：ムラトミ                               |
| 2023年  | 5月21日                 | 「たこやきまさし」オンライン配信                                                               | ツイキャスプレミア配信                                                  | 出演：ムラトミ、AiRyA                        |
| 2023年  | 9月29日                 | たこ焼きまさし〜限界ギリギリリットバトル〜                                                     | ツイキャスプレミア配信                                                  | 出演：ムラトミ                               |
| 2024年  | 3月8日                  | ゾマのあけおめは遅くたって問題ない!                                                            | ツイキャスプレミア配信                                                  | 出演：ゾマやかじゃない!                      |
| 2024年  | 4月24日                 | たこ焼きまさし 〜2024 春〜                                                                     | ツイキャスプレミア配信                                                  | 出演：ムラトミ                               |
| 2024年  | 8月7日                  | たこ焼きまさし ～2024年 夏～                                                                   | ツイキャスプレミア配信                                                  | 出演：ムラトミ                               |
| 2024年  | 11月16日                | たこ焼きまさし 〜 2024年 秋 〜                                                                 | ツイキャスプレミア配信                                                  | 出演：ムラトミ                               |
| 2025 年 | 3月1日                  | ゾマのお茶の間どこの魔                                                                         | ツイキャスプレミア配信                                                  | 出演：ゾマやかじゃない!                      |
| 2025 年 | 3月22日                 | たこやきまさし2025〜春〜                                                                       | ツイキャスプレミア配信                                                  | 出演：ムラトミ                               |
| 2025 年 | 5月15日                 | たこやきまさし2025〜5月〜                                                                      | ツイキャスプレミア配信                                                  | 出演：ムラトミ                               |
| 2025 年 | 7月25日                 | しゃぶしゃぶまさし vol.01                                                                      | ツイキャスプレミア配信                                                  | 出演：ムラトミ、るーさん、セリカ             |

##### レギュラー
- 福原香織とRABのうぇうぇコヨトル！（2013年9月19日‐2014年2月20日、ニコニコ生放送）[125][126]
- 福原香織とRABのうぇうぇコヨトルZ（2014年3月6日‐2014年11月27日、ニコニコ生放送）[127][128]
- FUNCTION6chのうぇうぇコヨトル！（2014年12月11日‐2016年3月31日、ニコニコ生放送）[129][130]

- RAB ESPICEのうぇうぇコヨトル（2021年2月26日‐2022年3月23日、ミクチャ）‐RAB ESPICE出演[131][132]
- シン・RAB ESPICEのうぇうぇコヨトル:||（2022年4月27日‐、.yellLive）‐RAB ESPICE出演[133]
- REAL AKIBA BOYZ＆JUNIORZの 「オタかつ！」（2023年9月27日‐2024年3月26日、17LIVE)[134]

- ボードゲームを作ろう！！（2024年6月6日‐、OPENREC) ‐ゾマやかじゃない!出演[135]
- REAL AKIBA COOKING BOYZ（2024年7月9日‐、NATSLIVE）[136]

### NHK紅白歌合戦出場歴
| 年度   | 放送回 | 回 | 曲目     | 備考                         |
| ------ | ------ | -- | -------- | ---------------------------- |
| 2023年 | 第74回 | 初 | アイドル | スペシャルダンサーとして出演 |

### 記事連載
- リスアニ!WEB「RAB（リアルアキバボーイズ）のじゆう帳」[137]

### ラジオ番組
- REAL AKIBA BOYZのオタクラジオ!!（2024年7月2日-2024年12月24日、文化放送）[138]

### 映画
- ハッピーメール（2018年8月25日公開、パル企画）

### ミュージックビデオ
- MinxZone 「OK TAKE」
- シクラメン「SKYWALKER」
- アルス・マグナ「サンバDEわっしょい!feat. 九瓏幸子」
- 爆弾ジョニー「アクセル」
- マヤ(CV.水瀬いのり)＆エリカ(CV.伊波杏樹)「アニメを語レ!～アニメガタリ同好会のテーマ～」[139]
- イスケルダ 「Boing La Ski （feat.ジョン＆ザ・チキン）～けたたましく動くぺんぎんのテーマたち～ ダンスver.」
- halca「Ride on Music!」[140]
- スカイピース「オタパリパーティー」[141]
- ReoNa「シャル・ウィ・ダンス?」[142]
- 夜迷い言「HACHI 」 - 龍
- オーイシマサヨシ「なまらめんこいギャル」[143]
- 二人目のジャイアン「僕らイナズマ」[144]
- 小林幸子「オシャンティ・マイティガール」-ネス・龍[145]
- 佐久間大介「守りたい、その笑顔」[146]
- Fhána「涙のパレード」[147]

### その他
- TVアニメ「ソウナンですか?」公式踊ってみた -DRAGON・ムラトミ[148]
- 東日本旅客鉄道トレインチャンネル「CREATIVE TRAIN」（車内ビジョン）出演[149]
- 「東京スクールオブミュージック&ダンス専門学校」PV出演[150]
- NARUTO -ナルト-・BORUTO-ボルト- -NARUTO NEXT GENERATIONS-【原作公式】印クイズアクター -とぅーし[151]
- 東京都渋谷区 Café STUDIO開催『Intel AIPC Garden』プロモーション映像、体験ブースPC映像出演 -龍[152]
- アパレルブランド「ウィゴー」プロモーションTikTok動画出演 -龍[153]
- アパレルブランド「NUMERALS」プロモーションInstagram出演 -龍[154]
- WEGO 30th Anniversary 【YOUR FAN】出演 -DRAGON・とぅーし・龍[155]
- Shigekix × JBL (企業)の日本のブレイキンの変遷を振り返るブランドムービー『Rhythms in Motion: Japanese Breaking Chronicle』出演 -DRAGON[156]
- 洋服の青山 公式YouTubeチャンネル「あおやまステーション」出演 -龍[157]

## 作品

### ディスコグラフィー

#### その他参加作品
- YOASOBI 『アイドル』 - Background Shoutsとして参加[162]
- 佐久間大介「守りたい、その笑顔」-ガヤとして参加[146]
- THE FIRST TAKE第566回「アオとキラメキ」-Chorusとして出演[163]

#### インターネット限定配信
- 「RABのうた」（作詞/作曲/編集/歌：ぴろぱる）
- 「オタクにありがっち」（作詞/作曲/編集：ぴろぱる）
- 「我が名はATM」（作詞/作曲/編曲：ぴろぱる）
- 「オタクだってもっと恋がしたい」（作詞/作曲/編曲：しゅーた）
- 「オタクのぴえん」（作詞：ぴろぱる、作曲/編曲:早川博隆・渡邉俊彦）
- 「OTA SAMURAI feat.島爺 /RAB」（作詞：保坂有希・ぴろぱる、作曲：ぴろぱる・しゅーた、編曲：ぴろぱる）
- 「フライド☆プライド」「エルフさんは痩せられない。」OP主題歌（歌唱：REAL AKIBA BOYZ loves 田口華有＆AiRyA from REAL AKIBA BAND、作詞/作曲/編曲：エフエムTOWNS (DE DE MOUSE & 原口沙輔)）
- 「Neet In Jam🍓」「ニートくノ一となぜか同棲はじめました」OP主題歌（歌唱REAL AKIBA BOYZ loves中川翔子、作詞：桃井はるこ、作曲/編曲：ミト）
- 「妖怪ランデブー」「妖怪学校の先生はじめました!」ED主題歌（歌唱REAL AKIBA BOYZ、作詞/作曲：まろん(IOSYS)＆マロン(REAL AKIBA BOYZ)、編曲：ARM(IOSYS)）
- 「底辺ディスコ」（作詞：OHAKAT・マロン(REAL AKIBA BOYZ)、作曲：OHAKAT、M's galleria）
- 「メンタルブレイクダンサー」（作詞：OHAKAT、マロン、涼宮あつき、作曲：OHAKAT）

### WEB漫画
- 「RAB(リアルアキバボーイズ)の日常描いてみた」（作者：マロン、掲載ページ：コミカワ[164]、2017年2月16日 - ） - 現在1話のみ公開
- 「新・RAB(リアルアキバボーイズ)の日常描いてみた」（作者：マロン、掲載ページ：ぶくまる[165]、2018年9月7日‐2021年9月17日）

## タイアップ
| 楽曲              | タイアップ                                             | 歌唱                                                       | 備考                                                                    | 時期   |
| ----------------- | ------------------------------------------------------ | ---------------------------------------------------------- | ----------------------------------------------------------------------- | ------ |
| フライド☆プライド | エルフさんは痩せられない。オープニングテーマ           | REAL AKIBA BOYZ loves 田口華有＆AiRyA from REAL AKIBA BAND | 作詞/作曲/編曲：エフエムTOWNS (DE DE MOUSE & 原口沙輔)                  | 2024年 |
| Neet In Jam🍓     | ニートくノ一となぜか同棲はじめましたオープニングテーマ | REAL AKIBA BOYZ loves中川翔子                              | 作詞：桃井はるこ作曲/編曲：ミト                                         | 2025年 |
| 妖怪ランデブー    | 妖怪学校の先生はじめました!第2クールエンディングテーマ | REAL AKIBA BOYZ                                            | 作詞/作曲：まろん (IOSYS) & マロン (REAL AKIBA BOYZ) 編曲： ARM (IOSYS) | 2025年 |

## 振付・モーションアクター
- TVアニメ「あにトレ!EX」（2015年10月 - 12月）主題歌振付 ：マロン、監修：けいたん[166]
- スマホゲーム「＃コンパス 戦闘摂理解析システム」ピエール77世モーションアクター：DRAGON[167]
- スマホゲーム「#コンパスライブアリーナ」一部楽曲振付提供：DRAGON・ネス[168]
- ミュージカル「浜村渚の計算ノート」振付：DRAGON[169]
- TVアニメ「シャドーハウス 2nd Season」主題歌振付：けいたん[170]
- 北海道知事選挙・北海道議会議員選挙投票率向上施策テレビCM「キテネダンス」振付：マロン[171]
- 伊藤ハム『ポークビッツ』TVCM「ポークビッツの魔法篇」振付：涼宮あつき[172]
- バーチャルアイドルプロジェクト「Palette Project」「カラフル☆パンチライン」イベント限定振付：ネス[173]
- ニノミヤユイ「主役のあの娘は友達」振付：ネス[174]
- TVアニメ「エルフさんは痩せられない。」OP主題歌「フライド☆プライド」振付・モーションアクター：ゾマやかじゃない![175]
- TVアニメ「ニートくノ一となぜか同棲はじめました」OP主題歌「Neet In Jam🍓」振付：ゾマやかじゃない![176]
- TVアニメ「妖怪学校の先生はじめました!」ED主題歌「妖怪ランデブー」振付：ゾマやかじゃない!、モーションアクター：マロン[177]
- 佐久間大介「守りたい、その笑顔」振付[178][179]
- SANYO「City Of G.O.D.」ダンスプロデュース： REAL AKIBA BOYZ、振付：龍、モーションアクター：とぅーし、龍[180]
- NANIMONO「ただただ怠惰」振付：ネス[181]
- Fhána「涙のパレード」ダンスプロデュース： REAL AKIBA BOYZ、監修：榊原敬太（けいたん）、振付：涼宮あつき、マロン[147]

## 書籍

### 雑誌
- 新・踊ってみたの本（2014年3月18日発売、ヤマハミュージックメディア）
- 2.5Song MATE（2014年8月20日発売、フールズメイト）
- 2.5Song MATE 2月号Vol.19（2014年12月20日発売、フールズメイト）
- アニソンオーディオ vol.2（2014年12月24日発売、音元出版）
- オトカルチャー 002（2015年2月5日、ネコ・パブリッシング）
- AERA No.55 -1分30秒のアニソンダンス-（2016年12月12日、朝日新聞出版）[182]
- 東京グラフィティ（2019年9月21日、株式会社東京グラフィティ）
- コンプティーク2023年10月号（2023年9月10日、角川書店） - 特集記事掲載[183]
- TV Bros.2023年12月号コミックアワード号（2023年10月30日、東京ニュース通信社）‐マロン寄稿[184]
- コンプティーク2023年12月号 40周年記念号（2023年11月10日、角川書店） - 表紙・特集[185]
- DanceSQUARE vol.61（2024年3月27日、日之出出版）‐龍[186]
- 月刊情報誌「POTATO」5月号（2024年4月6日、ワン・パブリッシング） - 龍[187]
- BOYS FILE Vol.16 STREET（2024年5月30日、シンコーミュージック)  -龍[188]
- 月刊ローチケ／月刊HMV&BOOKS2024.6.15号（2024年6月15日、ローソンエンタテインメント）[189]
- Pet Pop SQUARE vol.9（2024年6月27日、日之出出版）‐龍[190]
- BOYS FILE Vol.17 Life（2024年8月30日、シンコーミュージック)  -ネス・とぅーし・ゾマやかじゃない![191]
- 日刊ゲンダイ（2024年9月25日、講談社） -けいたん[192]
- REAL AKIBA BOYZ OFFICIAL FANBOOK -ROAD TO BUDOKAN-（2024年9月27日、東京ニュース通信社）[193]
- 週刊TVガイド関東版 2024年10/11号（2024年10月2日、東京ニュース通信社）[194]
- コンプティーク2024年12月号（2024年11月9日、角川書店）‐ライブレポート掲載[195]
- 週刊TVガイド関東版 2025年1月10日号（2024年12月25日、東京ニュース通信社）‐特集[196]
- Ato B.... REAL AKIBA BOYZ OFFICIAL LIVE PHOTO BOOK（2025年1月28日、アブストリームクリエイション）[197]
- デジタルＴＶガイド2025年4月号（2025年2月21日、東京ニュース通信社）[198]
- 月刊スカパー! 2025年3月号（2025年2月25日、ぴあ）‐特集記事掲載[199]
- 週刊TVガイド関東版 2025年2/28号（2024年2月19日、東京ニュース通信社）‐特集[200]

### 写真集
- Switch On!（2025年4月11日、集英社）‐龍[201]

## 派生ユニット
- Salt Communication（ソルトコミュニケーション） - MC D5（DRAGON）・MC Nasty MUUUUURAAAAA（ムラトミ）・DJ TONOTONO VANBAAATAによる、2MC/1DJによるハイパーミュージックユニット。通称「ソルコミ」。
- RAB ESPICE（アールエービーエスピス） -メンバーのネス、とぅーし、ゾマやかじゃない!、凪（REAL AKIBA JUNIORZ）、KOSUKE（REAL AKIBA JINIORZ）の5人のユニット。
- RAB ROOTS（アールエービールーツ） - メンバーの涼宮あつき、DRAGON、マロン、ムラトミ、けいたん、の5人のユニット。

## 受賞経歴

### 2018年
- 第四十五回MAF展 文部科学大臣賞 [202]（一般財団法人映像と芸術の振興財団 リアルアキバボーイズが主催するイベント「アキバ×ストリート」で受賞）

### 2020年
- BILIBILI POWER UP 2019年度UP主颁奖 年度新人賞[203]（上海幻電信息科技有限公司・上海寛娯数碼科技有限公司）

### 2024年
- ニコニコ動画アワード2024【踊ってみた】部門大賞受賞[204]

## その他
- eスポーツチーム「CREST GAMING」アンバサダー就任 （DRAGON・ムラトミ）
- 「夏葉原」オーディションイベント「Awesome!!」オフィシャルサポーター（涼宮あつき）[205]
- FORGET NEVER 2020 FALL / WINTER COLLECTION"CLOUD9" イラスト（マロン）[206]
- 涼宮ハルヒの直観 発売記念SOS団の100人応援コメント寄稿（涼宮あつき）[207]
- TVアニメ「デジモンゴーストゲーム」ED主題歌、ダンスチャレンジ企画アンバサダー[208]
- 『秋葉原コンセプトショップ協会』の公式応援サポーター[209]
- 一般社団法人「秋葉原DXエンターテインメント協会」「esports＆マインドスポーツアンバサダー」（けいたん）[210]
- 岐阜県関市「TikTok観光PRアンバサダー」（ネス）[211]
- ブラジル独立行政法人国際交流基金サンパウロ日本文化センター、ブラジル日本文化福祉協会と提携[212]
- インテルChoose Your PCアンバサダー[213]
- 政府関係機関独立行政法人 国際交流基金サンパウロ日本文化センターよりアニソンダンスブラジル文化大使就任[214]
- 成田国際空港内免税店｢Fa-So-La TAX FREE AKIHABARA アキハバラ+」コラボ[215]
- Spotify VIP Program 日本第一弾メンバー選出（けいたん）[216]
- アニコレ レジェンド大会公式アンバサダー[217]
- Webマガジン『Represent(レペゼン)』主催 第3回 ストリート川柳コンテスト特別審査員(涼宮あつき）[218]
- JOYSOUND「昭和100年プロジェクト」コラボオリジナルカラオケ配信[219]
- Webマガジン『Represent(レペゼン)』主催 第4回 ストリート川柳コンテスト特別審査員(涼宮あつき）[220]